# Bardenas Reales
Las Bardenas Reales de Navarra (en vasco: Nafarroako Errege Bardea), también conocidas como las Bardenas Reales (en vasco: Errege Bardea) o simplemente como Bardenas (en vasco: Bardea) constituyen un paraje semidesértico de 41 845 ha que se extiende por el sureste de la comunidad foral  de  Navarra y parte de la comunidad autónoma de Aragón donde ocupa territorio de los municipios de Sádaba, Tauste y Ejea de los Caballeros en España. Ostenta las figuras de reserva natural y reserva de la Biosfera y constituye un territorio singular, en cuanto a su composición geológica como a su propiedad y administración. 

El enclave, bajo la denominación más específica de Bardenas Reales, hace referencia a un espacio territorial que fue patrimonio de la Corona navarra y ahora es patrimonio de la Corona española, con un uso y aprovechamiento de sus recursos regulado, que se ha mantenido hasta nuestros días y que es gestionado por la Comunidad de Bardenas Reales formada por las veintidós entidades congozantes. 

Escudo de la Comunidad de Bardenas Reales

Por real cédula de 14 de abril de 1705, emitida por el rey Felipe V, se concedió el derecho de explotación de esas tierras a perpetuidad sin posibilidad de concederse a otras personas a las veintidós entidades congozantes, derecho que hoy se mantiene, y dando origen a la institucionalización de la Comunidad de Bardenas Reales.
En diciembre de 2008, el Gobierno de España cedió a la Comunidad de Bardenas Reales la nuda propiedad de los terrenos, que aún estaba jurídicamente en manos del Estado.
En la actualidad, la mayor parte de las Bardenas Reales se encuentra protegida desde el año 1999 mediante la figura de un parque natural de 39 274 ha. Anteriormente, en 1986, dos parajes de las Bardenas, el Rincón del Bú y las Caídas de la Negra, ya habían sido declaradas reservas naturales. El 7 de noviembre de 2000, el conjunto fue declarado reserva de la Biosfera.

## Entorno natural
Desde el punto de vista paisajístico, el espacio tradicionalmente conocido como Bardenas es más amplio que el delimitado bajo la denominación de Bardenas Reales de Navarra, y abarca también territorio Aragón. Los suelos se componen de arcillas, yesos y areniscas que han sido erosionados por el agua y el viento, creando formas sorprendentes, entre las que destacan los barrancos, las mesetas de estructura tabular y los cerros solitarios, llamados cabezos. Las Bardenas carecen de núcleos urbanos, su vegetación es muy escasa y las múltiples corrientes de agua que surcan el territorio tienen un caudal marcadamente irregular, permaneciendo secos la mayor parte del año. La altitud oscila entre los 280 y los 659 m s. n. m. Las Bardenas se sitúan en un punto equidistante entre la cordillera Pirenaica y la Ibérica. 
Las Bardenas Reales, antigua posesión real, no forman parte de ningún término municipal. Históricamente, la posesión de las tierras fue de la corona y su explotación, aprovechamiento y beneficio fue concedida a un grupo de entes jurídicos navarros denominados «congozantes», cuyo número desde finales del siglo XVII quedó fijado en 22, entre los que hay 19 municipios, dos valles y un monasterio. Todos ellos forman la Comunidad de Bardenas Reales, una entidad de derecho público encargada de la titularidad y aprovechamiento del paraje.

## Situación geográfica
Las Bardenas Reales es un territorio situado en la zona sureste de Navarra, lindando con Aragón, en la zona media de la Depresión del valle del Ebro, al pie de la sierra del Yugo y de la comarca zaragozana de las Cinco Villas. Tienen 45 kilómetros de norte a sur y 24 de este a oeste, con una altitud que varía entre los 280 y los 659 metros sobre el nivel del mar. Su superficie es de 41 845 ha.  En el interior de las Bardenas Reales se encuentra el denominado Vedado de Eguarás, que pertenece al término municipal de Valtierra, aunque geográficamente sea un enclave dentro de las Bardenas.
| Noroeste: Murillo el Cuende                                   | Norte: Mélida y Carcastillo | Noreste: Carcastillo y Sádaba (Zaragoza)                    |
| Oeste: Caparroso, Villafranca, Cadreita, Valtierra y Arguedas |                             | Este: Sádaba (Zaragoza) y Ejea de los Caballeros (Zaragoza) |
| Suroeste: Tudela y Cabanillas                                 | Sur: Fustiñana y Buñuel     | Sureste: Tauste (Zaragoza)                                  |

El territorio está atravesado por las siguientes carreteras: 
- N-121: comunica Tafalla con Cadreita.
- NA-125: comunica Tudela con Ejea de los Caballeros.
- NA-126: comunica Tudela con Tauste.

Vista general de las Bardenas entrando por Arguedas

Paisajísticamente es tradicional la diferenciación del territorio bardenero en tres áreas distintas, que de norte a sur son: El Plano, la Bardena Blanca y la Bardena Negra. A su vez, en estas grandes áreas la identificación de parajes específicos con características propias les confieren singularidad.

### El Plano
Se trata de la parte del territorio bardenero situado más al norte. Orográficamente, El Plano se distingue por ser una meseta que se eleva unos 100 metros sobre los territorios colindantes. Su paisaje se encuentra en su mayoría ocupado por cultivos de cereal, en tanto que las laderas están cubiertas con coscojares, romerales y ontinares. En esta área se ubica el embalse de El Ferial.

### Bardena Blanca

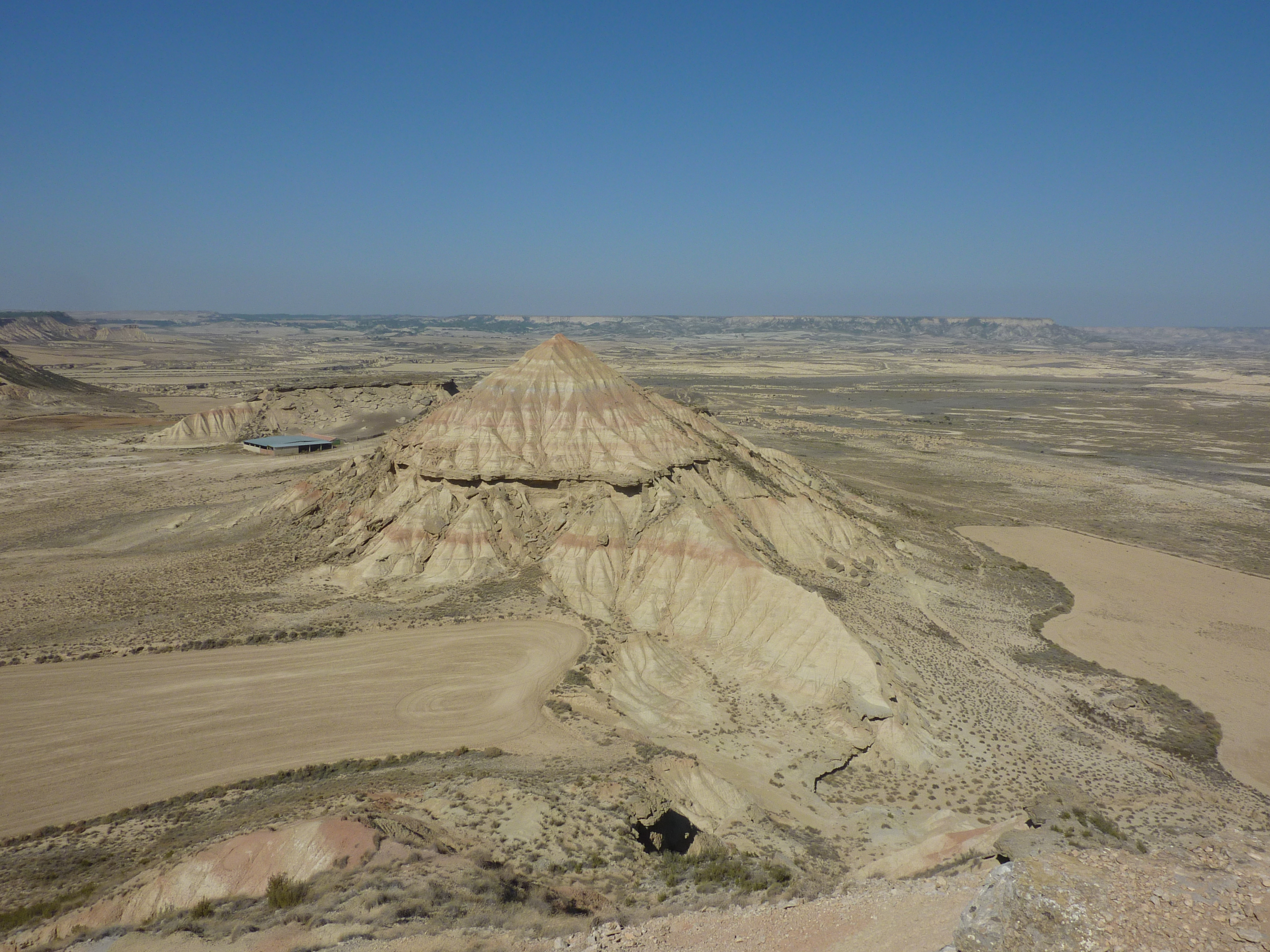
La Bardena Blanca

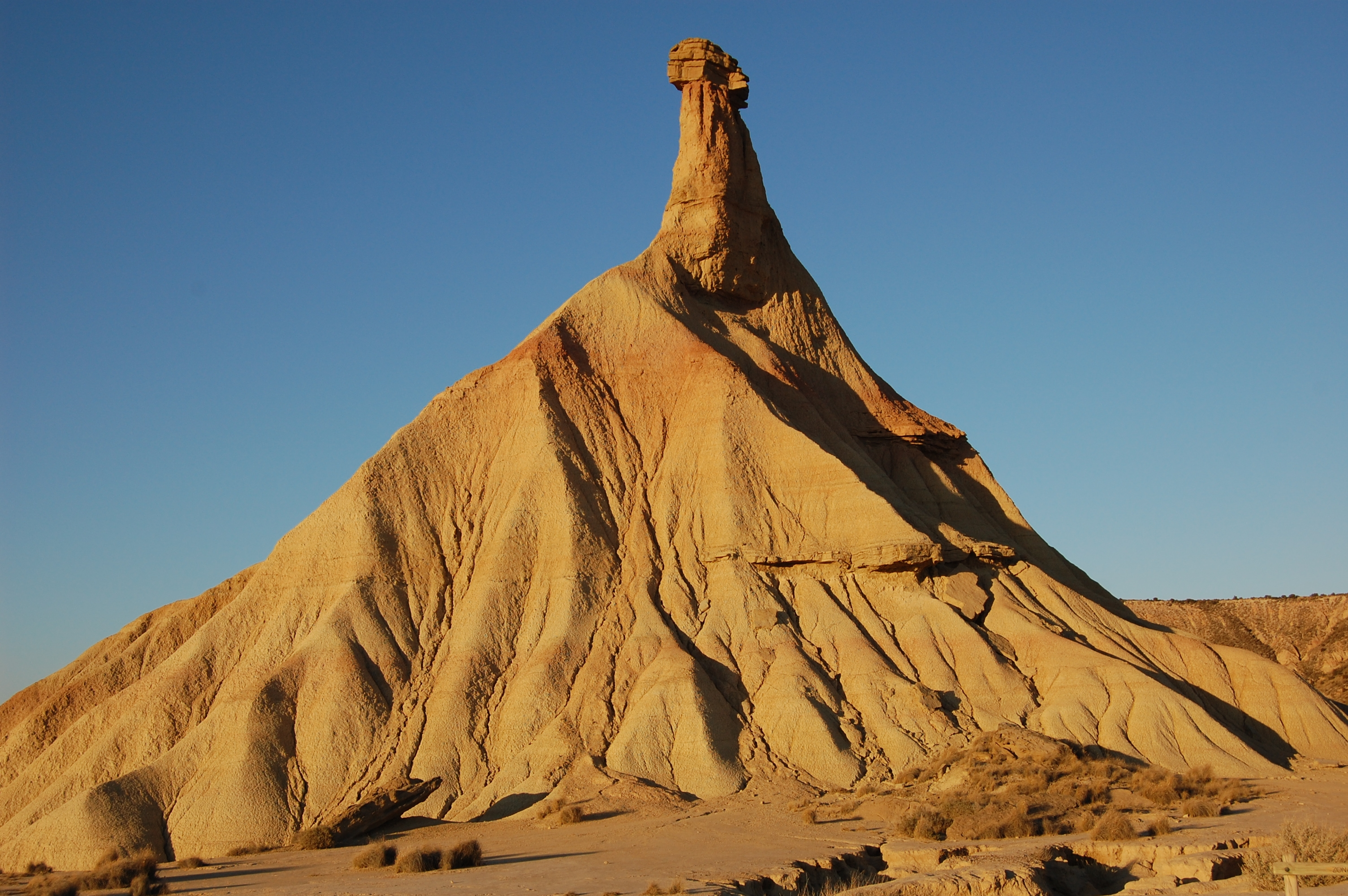
El Castildetierra

Es la zona central del territorio y la más desértica. Su relieve se caracteriza por extensas zonas llanas, profundos barrancos por cuyo fondo corren los ríos estacionales, y los rellenos de fondo de valle en los que sobresalen los cabezos. Esta Bardena debe su nombre a la presencia de sales blanquecinas que se extienden por su superficie debido a la abundancia de yesos y arcillas en su suelo.
La Bardena Blanca se divide a su vez en dos, la Blanca Baja y la Blanca Alta. La primera es la más deprimida y la segunda se extiende de Pisquerra y Eguarás hacia Carcastillo.

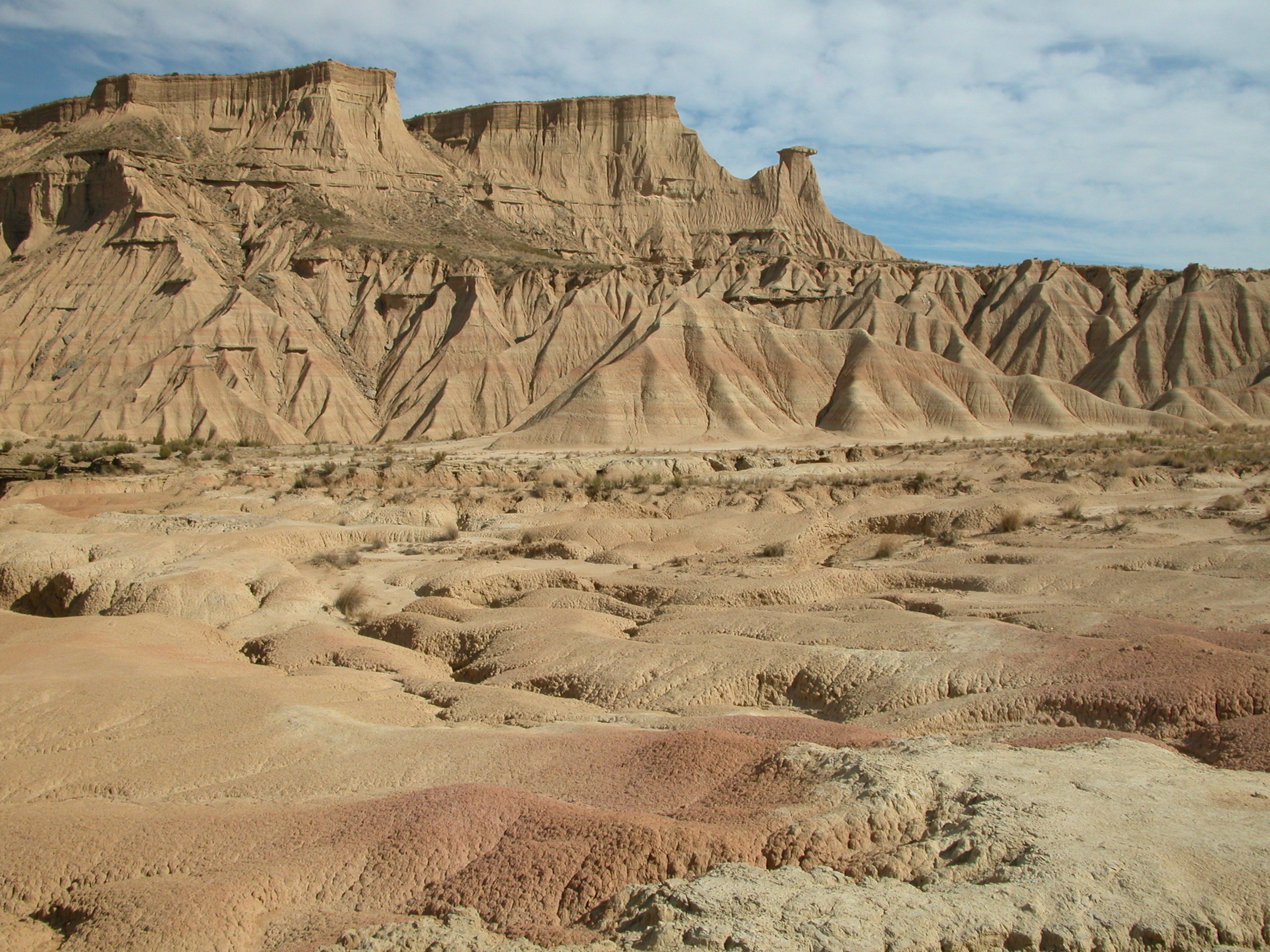
La Pisquerra, en la Bardena Blanca

### Bardena Negra
La Bardena Negra es la zona más meridional del territorio bardenero, en el límite con Aragón. Los límites septentrionales que la separan con la Bardena Blanca están situados en la línea que va desde los términos de La Nasa hasta Barajas del Rey.
Orográfica y paisajísticamente está conformada por mesetas de diferente altitud y cortadas por cursos de agua estacional que corren en el fondo de los barrancos. Se trata del área de las Bardenas que presenta una mayor cobertura vegetal de todo el territorio y está fundamentalmente formada por pinares de pino carrasco y monte bajo de matorral, que le dan la tonalidad oscura al paisaje, de la que procede su nombre.

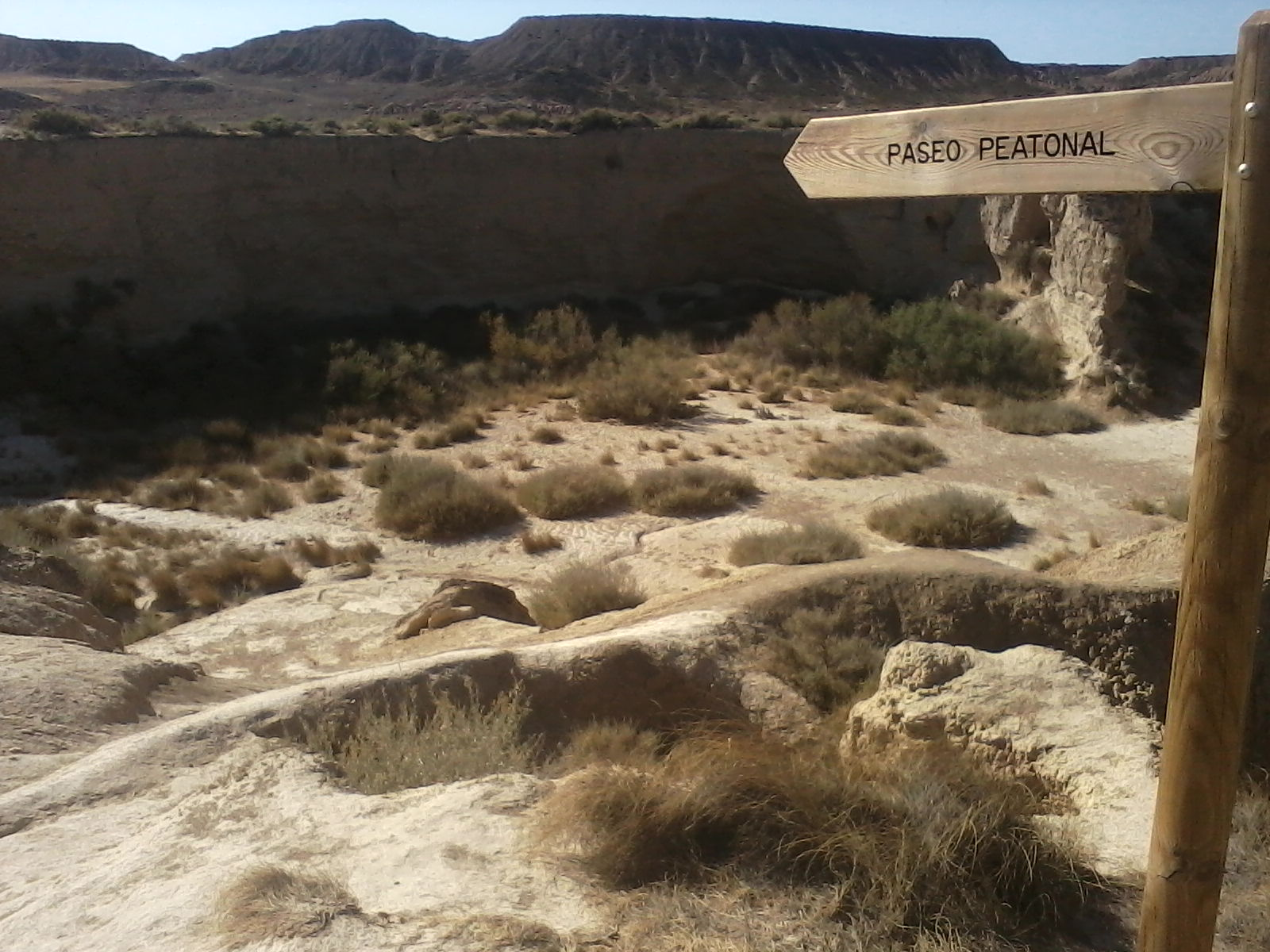
Acceso al Barranco Grande

### Parajes específicos
Dentro de cada una de las zonas que conforman las Bardenas existen a su vez parajes o términos menos extensos que gozan, en función de las singularidades naturales o históricas, de características especiales que les ha hecho acreedores de una identidad y denominación propia, por lo que suelen denominarse de forma autónoma. Entre ellos están:
Landazuría
Se extiende a los pies del cerro de la Virgen de Nuestra Señora del Yugo al oeste de la Bardena Blanca. Es una zona de contraste entre los cultivos de regadío y secano.
El Rincón del Bú
El Rincón del Bú es una pequeña zona de 460 ha situada en la parte sur de la Bardena Blanca. Posee una muy singular orografía, en donde la erosión ha tenido gran influencia. La vegetación está compuesta por hierbas y sabinar y abundan las aves rapaces como el águila real, alimoche, alcaraván, ortega, ganga o alondra de Dupont. Destaca por la cría del búho real. Esta zona fue declarada reserva natural en 1986.
Caídas de la Negra
El paraje de Las Caídas de la Negra ocupa una extensión de 1925 ha y se ubica en la Bardena Negra. En ella abundan águilas, buitres, búhos, avutardas, zorros, gatos monteses, jinetas, anfibios y reptiles. La vegetación está compuesta por matorrales, sisallares, saladares y espartales. Tiene un desnivel de 270 m. Esta zona fue declarada reserva natural también en 1986.
El Vedado de Eguarás o de Peñaflor
Es una extensión de 1200 ha que no pertenece administrativamente a las Bardenas, sino que forma parte del término municipal de Valtierra, aunque no es contiguo al mismo. Se sitúa debajo de la meseta de La Estroza y está protegido por unas pequeñas elevaciones que lo separan del resto de las Bardenas. En su interior abunda la vegetación, constituyendo un oasis dentro de la zona desértica.
En el interior de esta área se encuentran las ruinas del castillo de Peñaflor, también llamado de Doña Blanca por la leyenda que cuenta que Blanca I de Navarra fue encerrada por su padre en la torre de esta fortaleza cuando se negó a casarse con el príncipe de Aragón, Martín el Joven.
Aunque originalmente patrimonio real, en 1357 Carlos II lo cedió a García Bartolomé de Roncal por seis años y contra el pago de 60 libras por año. A mediados del siglo XV la corona donó el Vedado a Mosén Pierres de Peralta, y en 1530 hay constancia que pertenecía a Juan de Eguarás, del que tomaría el nombre. Sin embargo, en el siglo XIX su propietario era el conde de Parent. Ya en el siglo XX pasó a estar bajo jurisdicción del municipio de Valtierra, no perteneciendo a los terrenos que conforman la Comunidad de Bardenas. Fue declarado reserva natural.

## Sobre el nombre
La denominación en lengua vasca de  las Bardenas Reales de Navarra es Nafarroako Errege Bardea. 
La primera vez que aparece documentado el topónimo en un documento de una crónica en árabe sobre una batalla producida en el lugar en los años 915 o 916. Allí figura ŷabal (monte o sierra de) al-B.rdà. En el siglo XII, en un documento de 1134, aparece el nombre en singular haciendo referencia a la media bardena en suso y en otro de 1155 se muestra en plural montes in circuitu ejusdem bardenas. La adscripción real está registrada por primera vez en 1319.
Hay hipótesis, como la expresada por Juan A. Frago  en 1986, que indican que "bardenas" vendría formado por la raíz "barr-" (de barro, barranco, barrera, etc.) y el sufijo locativo ibérico "-én", con disimilación "-rr" o "-rd" propias del dominio navarroaragonés y vasco. En el Medioevo se usaba el término con significados como "pastizal" o "monte comunal" aunque hay autores que apuntan a término latino de parietinae de significado  como “paredes ruinosas, ruinas” o del origen árabe de ŷabal al-B.rdà de donde provendrían los términos zalabardanos o chalabardanos con que se conocía a los pastores trashumantes que pastaban sus rebaños en las Bardenas.

### Denominación
Como se indica en la Gran enciclopedia de Navarra: 
«El significado etimológico de la palabra Bardenas o Bardena es discutido: para unos proviene de “abar-dena” (todo ramaje); otros la relacionan con pardina o paradina (el equivalente aragonés de la corraliza navarra); otros con barda (seto o vallado de espinos con el que se rodea un campo o bosque) y finalmente hay quienes la ponen en relación con los chalabardanos o chalabardones, nombre con el que los vecinos de los pueblos limítrofes distinguían a los roncaleses y otros más lejanos que tenían derecho al disfrute de sus pastos.» 
También se utiliza el nombre en singular de Bardena del Rey.
El nombre oficial de este espacio es el de Bardenas Reales. 
En lengua vasca se conoce como Nafarroako Errege Bardea o simplemente Bardea.

### Acentuación
La pronunciación de la palabra «Bardena» suele realizarse de dos formas diferentes, en llana o en esdrújula (esto es, como Bardena o Bárdena). La denominación de Bardena, sin tilde, es la que figura en los documentos oficiales desde la Edad Media, la más utilizada por los habitantes de las poblaciones que circunda las Bardenas y la utilizada por la propia entidad gestora del territorio: la Comunidad de Bardenas Reales. El acento parece ser que proviene de la pretensión de distinguirse de los campesinos. Sin tilde figura en la documentación de la Junta de Bardenas y en las diferentes leyes que la afectan, así como en los Anales de Moret y Alesón y en la obra de los más importantes historiadores, geógrafos y juristas que escribieron sobre ellas.
De todas formas, tanto en el inacabado Diccionario geográfico-histórico de España, publicado en 1802 por la Real Academia de la Historia, como en el posterior Diccionario geográfico-estadístico-histórico de España —que retoma y completa el trabajo de la edición de 1802—, figuraba en 1850, con las correcciones de Madoz, la palabra acentuada. La acentuación o no de la palabra Bardenas se ha vinculado a «vascófilos», como se explica más adelante, que quisieran ver en ella un origen eusquérico, aunque éste se da en las dos vertientes, en la acentuada y en la no acentuada. Ya a finales del siglo XX, en publicaciones del Gobierno de Navarra ha aparecido la palabra Bárdenas, acentuada.

### Plural o singular
La utilización del singular es tan vieja como el propio nombre. Ya en 1092, en el fuero de Arguedas otorgado por Sancho Ramírez se dice in tota mea bardena. En los pueblos que componen la comunidad de Bardenas se habla de su Bardena, denominando de esta forma a la Bardena de Caparroso, la Bardena de Arguedas, etc., pareciendo que tienen alguna propiedad dentro del espacio de Bardenas, cuando no es así.
Como indica el geógrafo arguedano Alfredo Floristán «diciendo Bardena Real o Bardenas Reales se evitaba la posible confusión que podría darse en el caso de que, por ejemplo, sólo se dijese Bardena, sin más añadidos, ya que es conocida así mismo con tal nombre simple una parte del municipio de Cáseda e incluso una de sus corralizas. Ahora bien, en este caso no se trata de patrimonio real, y sí en el otro, de modo que diciendo Bardena Real (o Bardenas Reales) no hay posibilidad de confusión con Bardena de Cáseda.»

### Etimología
Existen varias hipótesis sobre el origen etimológico de la voz "bardenas". 
Para el filólogo navarro Hermilio de Olóriz, "bardena" sería  corrupción de las voces éuscaras Abar-dena, 'todo ramaje'. Coincide en esta hipótesis Ildefonso Gurruchaga, afirmando que la voz "bardena" está relacionada con el radical vasco "bar-" que hace referencia a límite, extremo, cerco o costado (en un documento del año 1027 se denomina a las Bardenas como "Extremadura"). José María Iribarren, sugiere que el nombre de Bardena proviene de pardina o paradina, que se usa en el Alto Aragón para designar 'monte bajo de pasto, donde suele haber corrales para el ganado lanar' por la que se inclina la Toponimia Oficial de Navarra, que dice textualmente

Una de las interpretaciones etimológicas del vocablo lo hace derivar del vasco "abar-dena" (todo ramaje), si bien es más verosímil que esté relacionado con la voz aragonesa "pardina", zona de pastos en zonas bajas».

El Diccionario de voces españolas geográficas relaciona la palabra bardena con barda ('cerca o seto de espinos') y dice que su significado sería 'prado o bosque cerrado con barda'. También se da el planteamiento de relacionar Bardena con bardana (nombre con las que son conocidas las plantas Arctium minus y Xanthium strumarium), aunque no parece que haya relación alguna.
Hay muchas más hipótesis, como la que defendió Joan Coromines, en la que expone que la voz "barda" es de origen incierto, seguramente prerromano, pues es común a las tres lenguas romances de la península (catalán, gallego y castellano) y al sardo, y en la que le da el sentido de barrera o cerco que originaría la acepción figurada de "seto vivo, zarza". Ernst Gamillscheg emparenta asimismo el vocablo "Bardena" con el gascón barta  que, según señala, significa "bosquecillo enmarañado" o "zarzal". 
Se puede establecer también relación con el término "lampazo", una hierba que en genovés se denomina "bardena", y con los términos éuscaros de barduli o bardieta por la raíz bard.

### Otros nombres
Según el Mapa Topográfico Nacional y otras fuentes catastrales y de la Comunidad de Bardenas, la mayoría de las voces que dan nombre a los lugares o accidentes geográficos de las Bardenas son de origen romance y en menor medida eusquérico. La presencia del euskera en esa geografía se debe sin duda a la trashumancia, por ser el lugar de invernada de los rebaños de los pastores de los valles del Roncal y Salazar, en los que la lengua se ha mantenido viva hasta bien entrado el siglo XX. Nombres como Landazuría (landa, 'tierra de labor', y zuria, 'blanco'), Belcho (de beltza, 'negro') o Pisquerra son de inconfundible origen éuscaro.
Muchos de los nombres que se utilizan en Bardenas para denominar diferentes partes o lugares provienen de personajes que tuvieron alguna relevancia. Es corriente que los lugares donde se ubicó, o ubica, un corral o chabola sea nombrado con el apellido o mote de su constructor o usufructuario y que este se extienda al territorio circundante. Algunos de los nombres que se oyen por las Bardenas son: Blanca, Plano, Landazuría, Trilluelos, Cornialto, La Estroza, cabezo Lobo, cabezo del Águila, Caldero, Pisquerra, Cortinas, Tres Hermanos, Belcho, Cruceta, Angarillones, Rallón, Ralla, Rincón del Bú, Balcón de Pilatos, Alfarillo, Bandera, Tres Montes, Cabezo Mocho, el Abejar, Negra y sus Caídas y Omias o Umbrías.

## Características

### Clima

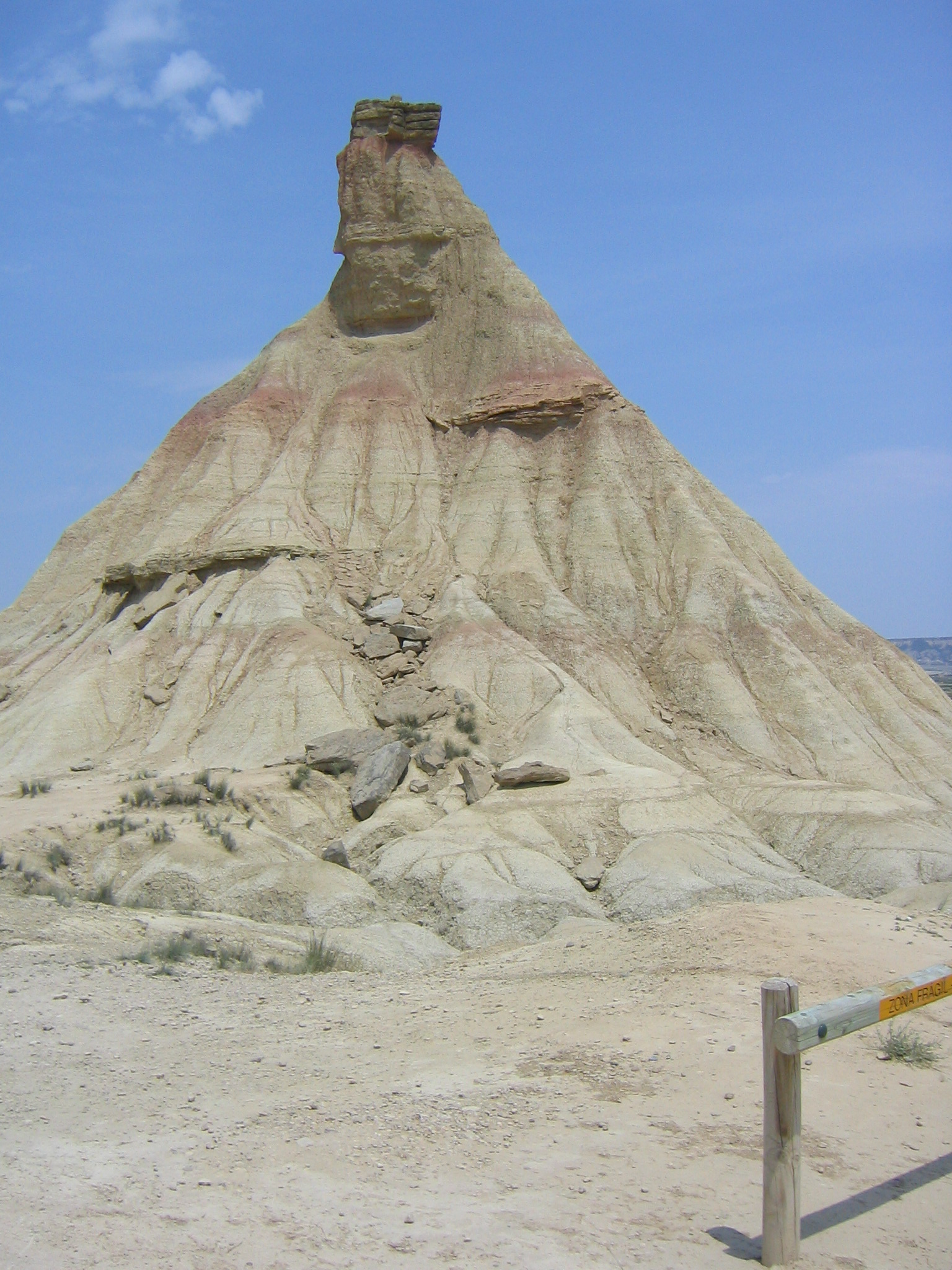
Paisaje característico, el Castildeterra

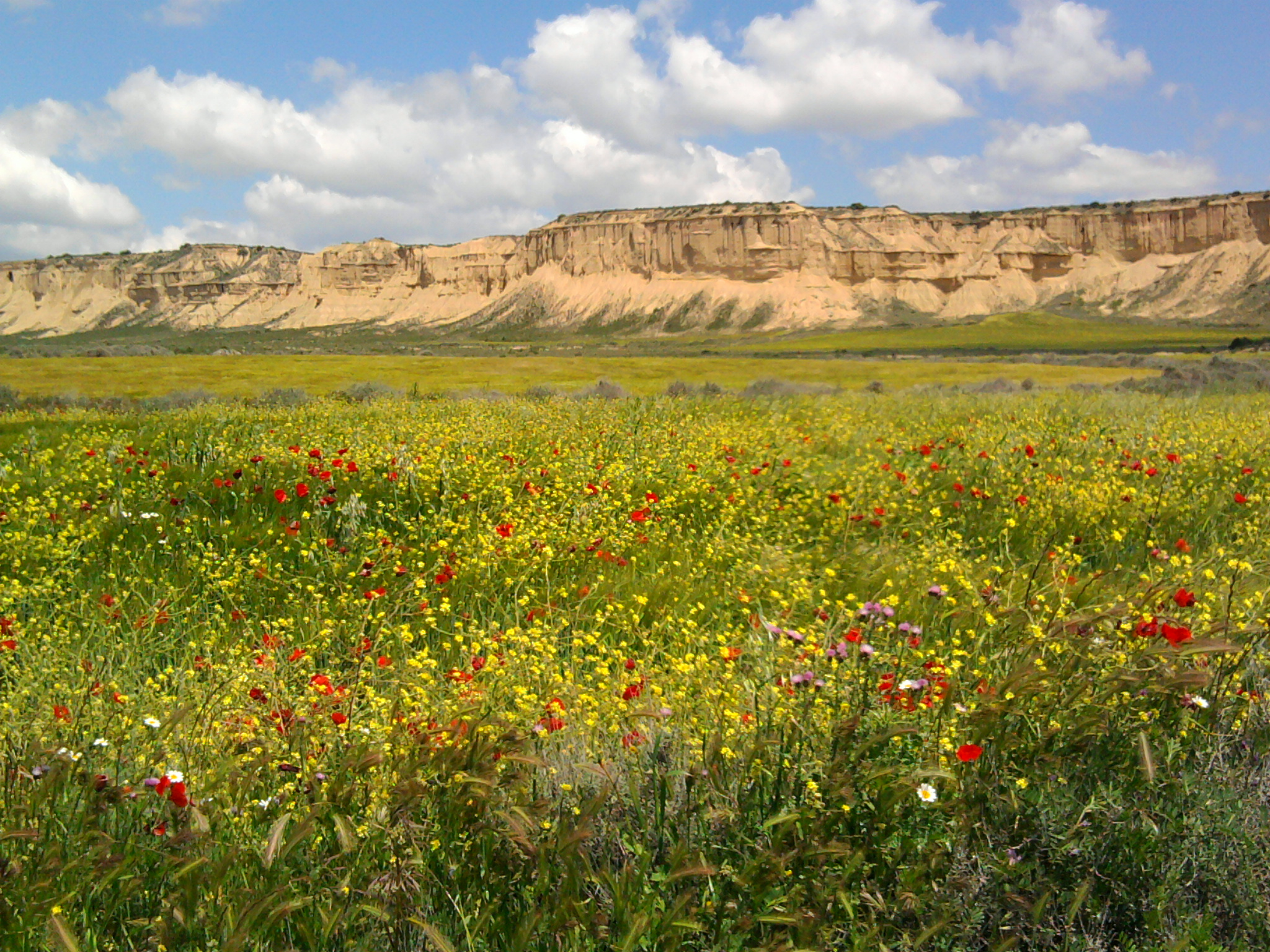
Bárdenas Reales en primavera

El clima de las Bardenas es el clima semiárido frío o de estepa (Clasificación climática de Köppen: BSk), con muy escasas precipitaciones que se acumulan principalmente en otoño, y son irregulares y de forma torrencial. Tiene inviernos moderadamente fríos y veranos muy cálidos.
Las precipitaciones oscilan en función de la orografía y se sitúan entre los 300 y 450 mm de promedio anual. La parte de la Bardena Blanca y la Landazuría es la zona que menos precipitaciones recibe, unos escasos 300 mm al año, mientras que la parte que limita con Zaragoza y la Bardena Negra llega hasta los 400-450 mm al año y se supera esta cifra en la Plana de la Negra.
Las precipitaciones son muy irregulares, tanto dentro del año, inviernos y veranos muy secos, primaveras y otoños con precipitaciones, como año con año (en la estación meteorológica de Buñuel se ha dado el contraste entre los 186 mm del año 1985 y los 850 mm de 1959). La torrencialidad con la que se producen las precipitaciones provoca que el agua no se infiltre en el suelo y que tenga un fuerte carácter erosivo. Hay precipitaciones de nieve y granizo algunos días al año, no más de cinco.
La temperatura media anual es de unos 14,5 °C con máximas superiores a los 35 °C en julio (el mes más cálido) y mínimas ligeramente superiores de 0 °C en enero (el mes más frío). Llega a helar más de 40 días al año. Enero es el mes más frío con temperaturas medias de entre 4 y 6 °C, dependiendo de la orografía, y julio el más cálido con temperaturas medias de 22 o 24 °C y máximas de hasta 44 °C.
Las heladas, las cuales se producen entre 40 y 50 días al año, suelen ser de tipo de irradiación y mixtas (advección-irradiación) debidas a situaciones anticiclónicas con vientos del noroeste.
La humedad relativa suele situarse en torno al 55 %. Diciembre es el mes con más humedad relativa, que se sitúa en torno al 75 %, mientras toca el mínimo en julio con solo un 40 % de humedad relativa.
El viento característico es el cierzo que sopla de noroeste y nor-noroeste con velocidades de entre 20 y 30 km/h; frío y seco. Hay uno secundario en sentido contrario llamado bochorno.
La evaporación media anual está comprendida entre los 1100 mm de la Blanca y los 950 mm de la zona cercana a Buñuel.

### Orografía

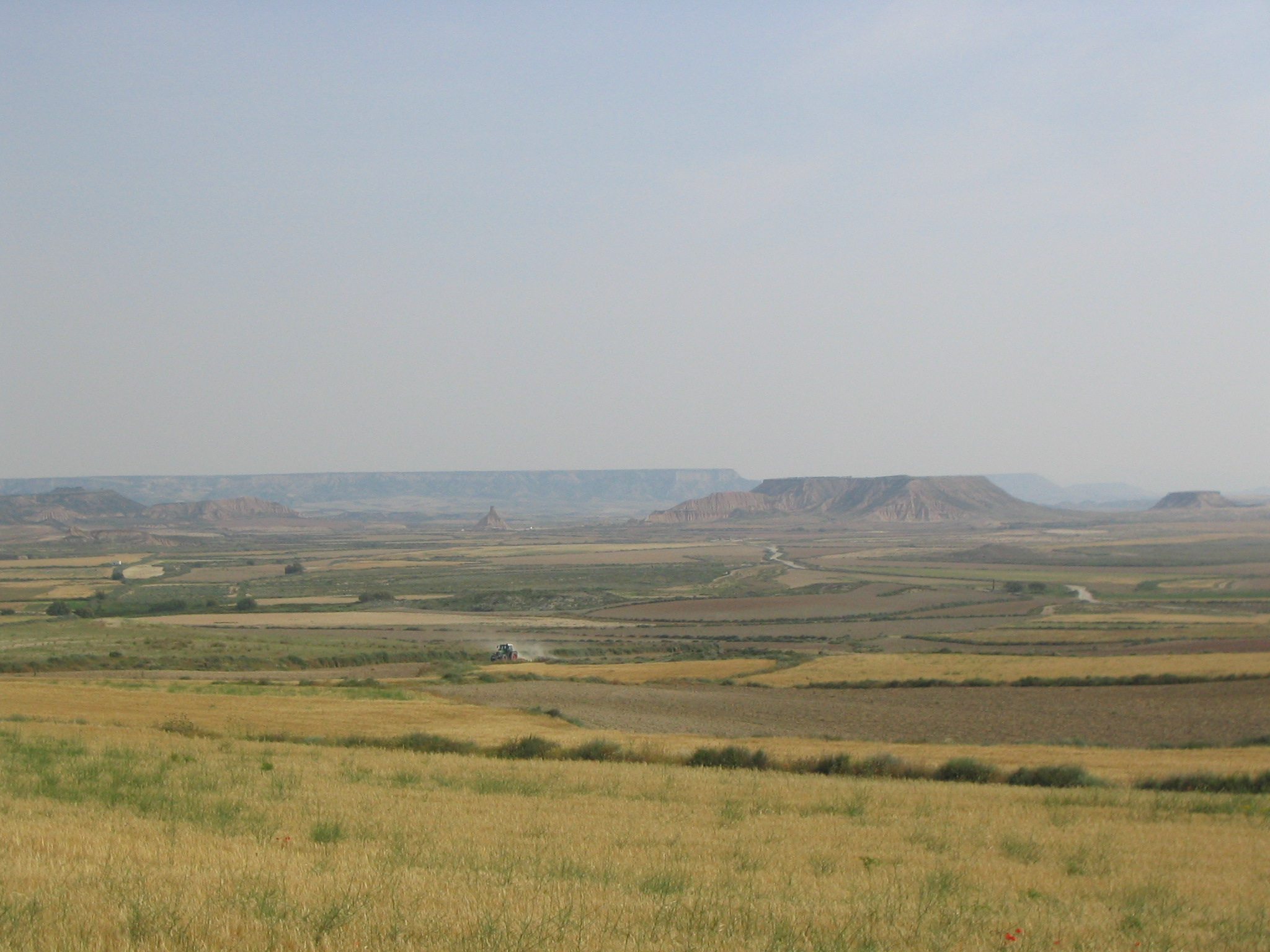
Bardenas Reales; al fondo, el Plano y el Castildetierra

El suelo de las Bardenas está formado por materiales del terciario continental y del cuaternario y relacionado con las tensiones asociadas a la formación de los Pirineos y de la cordillera Ibérica, lo que provocó el hundimiento de la cuenca sedimentaria del Ebro que se encontró cerrada por la Cordillera Costera Catalana, creando un mar interior que recibía sedimentos procedentes de la erosión desde finales del Eoceno. Estos materiales se distribuyen dejando los pesados, las gravas y areniscas en la parte superior mientras que las areniscas finas, las arcillas, los yesos y las calizas ocupan las partes bajas de poca pendiente, en una organización característica de depósitos de aluvión. De esta forma, en la parte central de la cubeta, se concentran las arcillas con calizas y los yesos mientras que en los bordes los conglomerados y areniscas, todos ellos procedentes de las dos cordilleras entre las que se encuentra. Se estima que el espesor de los sedimentos acumulados es cercano a los 4 km. Hace unos diez millones de años se abrió la cuenca hacia el Mediterráneo, con lo que se vació el mar interior surgiendo el río Ebro. Entonces comenzó el proceso de erosión que dura hasta la actualidad y que ha conformado el paisaje bardenero.
La alternancia de materiales blandos, magnas y arcillas, con otros más duros, arenisca y calizas, ha producido que la erosión sea de forma tabular, es decir, la parte superior, capa de material duro, no se erosiona mientras que la inferior lo hace de forma muy relevante y rápida, lo que produce que los bordes se vayan desgastando hasta que cae la parte superior.
El plegamiento del terreno es escaso, siendo únicamente relevante en la parte norte del mismo, que va desapareciendo poco a poco en una disposición monoclinal con un buzamiento suave, llegando a estar horizontal en la parte sur. Como en el resto de la depresión del Ebro, los depósitos cuaternarios se extienden en terrazas cubriendo el material terciario continental.
Las formaciones terciarias son las siguientes:
- Formación de Lerín, formada por capas de yesos y arcillas, con alguna arenisca y caliza, se extiende por la zona norte del territorio del parque y en el Vedado de Eguaras.
- Facies de Ujué, formada por areniscas y arcillas que van aumentando hacia el noroeste, se pueden ver en la Bardena Alta y al este de la Baja.
- Formación Tudela, formada por arcillas y carbonatos, es relevante en la Bardena Negra.

Las formaciones cuaternarias se extienden, en forma de terrazas, por las siguientes zonas:
- Terraza alta del río Aragón, entre 110 y 130 m sobre el cauce del mismo ocupa la meseta del Plano y el Saso de Carcastillo.
- Terraza de Cadreita, visible en la zona de Espartosa, se levanta entre 10 y 20 m sobre el Cadreita.
- Terrazas bajas, que se sitúan sobre el Ebro a una altura que oscila entre los 5 y 10 m. Se ubica en el extremo meridional.
- Llanura aluvial del Ebro, situada al lado de Murillo de las Limas, en Bardenilla.
- Relleno de valle. Conformado por sedimentos que van rellenando los barrancos secundarios de la red fluvial de la Bardena Blanca.

Estos materiales, muy susceptibles de ser erosionados, han sido modelados por los agentes atmosféricos creando la orografía característica actual que ha dado lugar a los cerros o cabezos y a las mesetas de tabloides como la del Rallón.
La acción del agua crea el llamado efecto de piel de elefante o bad lands y cava barrancos y oquedades y cavernamientos.
El viento es el otro agente que ha contribuido a la erosión y a la particularidad del paisaje.
Los suelos formados por materiales margosos, pedregosos, calizos y areniscosos, forman terrenos óptimos para la agricultura, aunque abunden los cantos y las gravas. En el Plano la formación, que recibe el nombre de caliche, está formada por la cementación de cantos rodados y carbonato cálcico. En las laderas de los cabezos y de las planas se da un tipo de suelo arcilloso mientras que en la Blanca se forma por la sobre posición de numerosas capas de materiales de escorrentía.
La aridez del clima, con alta tasa de evaporación, y los substratos geológicos facilitan la formación de fases salinas.
En 1988 el Instituto del Suelo y Concentración Parcelaria de Navarra, organismo dependiente del gobierno de Navarra, realizó un estudio del suelo en el que llegó a calificar 478 perfiles diferentes. De este estudio se dedujo que la superficie agrícola potencial de las Bardenas coincide con la que está utilizada en estas labores en la actualidad. Se definieron veintiséis unidades de suelo, dos de ellas no aptas para la agricultura, entre las que se figuran los barrancos y las laderas de mayor pendiente.
La Bardena Blanca, la más erosionada, se encuentra enmarcada en una estructura tubular formada por el Plano al norte y por una serie de planas al sur que acaban en la Negra. Esta serie de alienaciones tubulares están condicionadas por la falta de continuidad de las estructuras de arenisca que se interponen entre los extractos de arcillas y limos, originando las mesetas que son coronadas con cabezos planos, como Rallón, Cortinas o Tres Hermanos, donde se aprecia claramente la estructura que da origen a las mismas, elementos de arcillas y limos muy sensibles a la erosión cubiertos por una capa de arenisca o caliza de mayor dureza. En la parte norte de la Blanca, el relieve tubular lo conforman las terrazas y los sasos (glacis colgados) que cubren el extracto terciario.
La impermeabilidad de las arcillas hace que el agua que se pueda filtrar por la roca arenisca o caliza, salga cuando llegue al sustrato arcilloso, erosionando éste y produciendo el desplome de los substratos duros que se apoyan en él. 
Esta gran erosión que produce el agua, unida al régimen torrencial de las precipitaciones, forma los barrancos que se hunden en el terreno, constituyendo una laberíntica red por todo el territorio de las Bardenas, incidiendo especialmente en la Blanca.
La Blanca está rodeada por los cabezos (cerros testigo) y las planas (mesetas), y son relevantes los cabezos de El Rallón, Pisquerra, Cortinas y Castildetierra y las planas de la Ralla y Alfarillo.

### Hidrografía
Los cursos de agua son muy irregulares e intermitentes. La naturaleza del terreno hace que estos arroyos hayan excavado profundos barrancos por donde circulan. 
Las precipitaciones, escasas y de carácter torrencial, y la inexistencia de acuíferos que puedan regular el caudal, ayudan a que los ríos, que solo llevan agua cuando llueve, vayan hundiéndose en el terreno formando una red laberíntica que corta las llanuras. En los barrancos más importantes se forman balsas que suelen mantenerse durante todo el año.
Los barrancos más importantes son: 
- Barranco de Agua Salada, afluente del río Aragón que tiene como cuenca la parte nor-occidental de las Bardenas.
- Barranco de Limas o Grande, afluente del Ebro y que tiene como cuenca la práctica totalidad de la Bardena Blanca (265 km²) y 42 km de longitud. Tiene un caudal anual medio de 12 hm³.
- Barranco de Tudela, que también es afluente del Ebro, una superficie de cuenca de 105 km² y una longitud de 22 km. El volumen que aporta de media anual es de 7 m³.

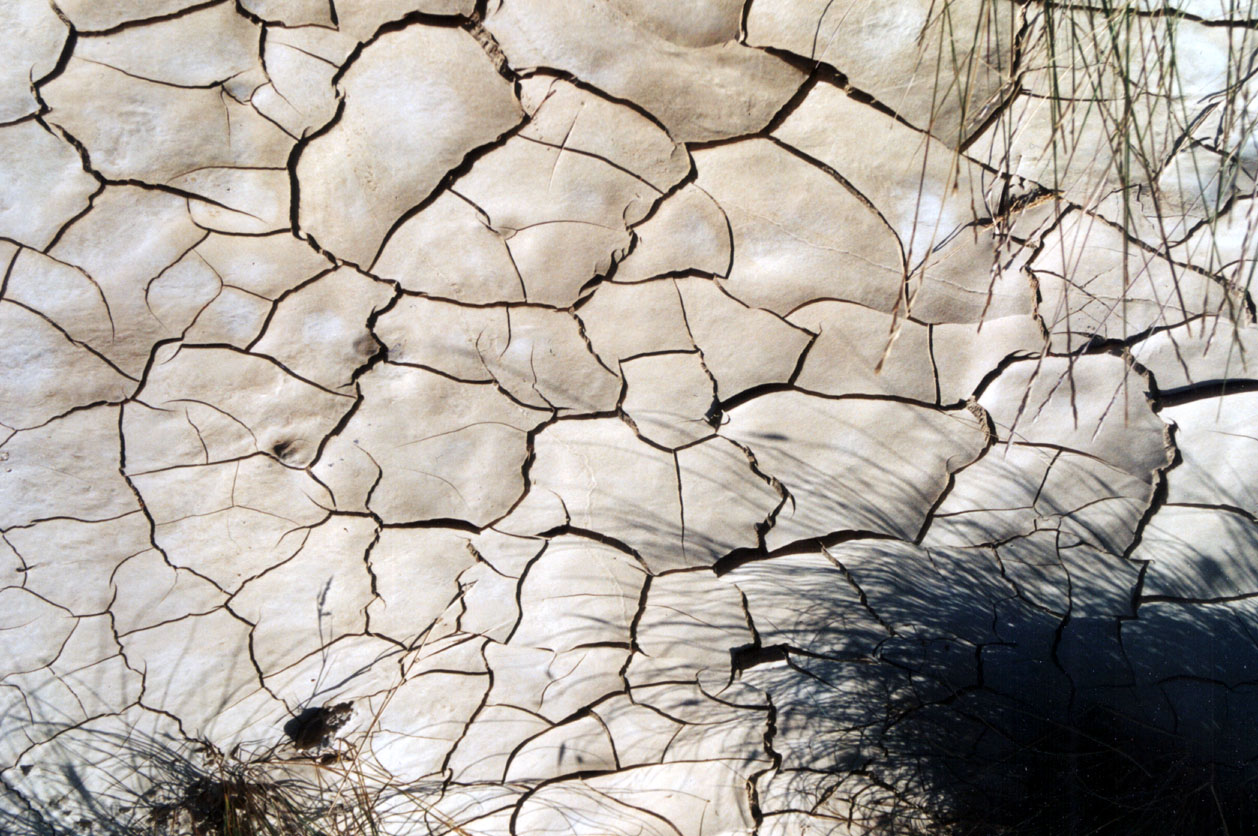
Detalle de humedal.
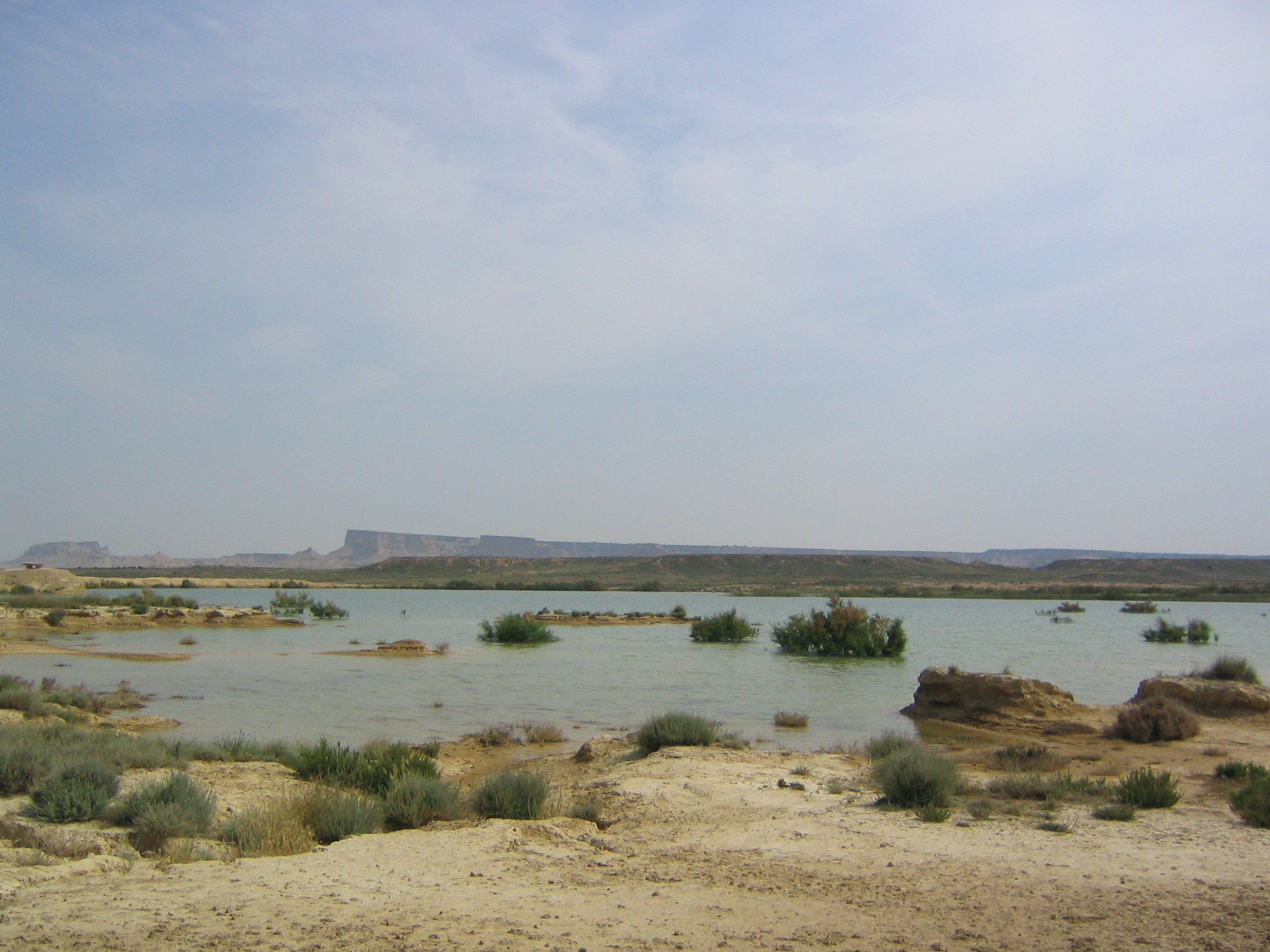
Balsa de Zapata.
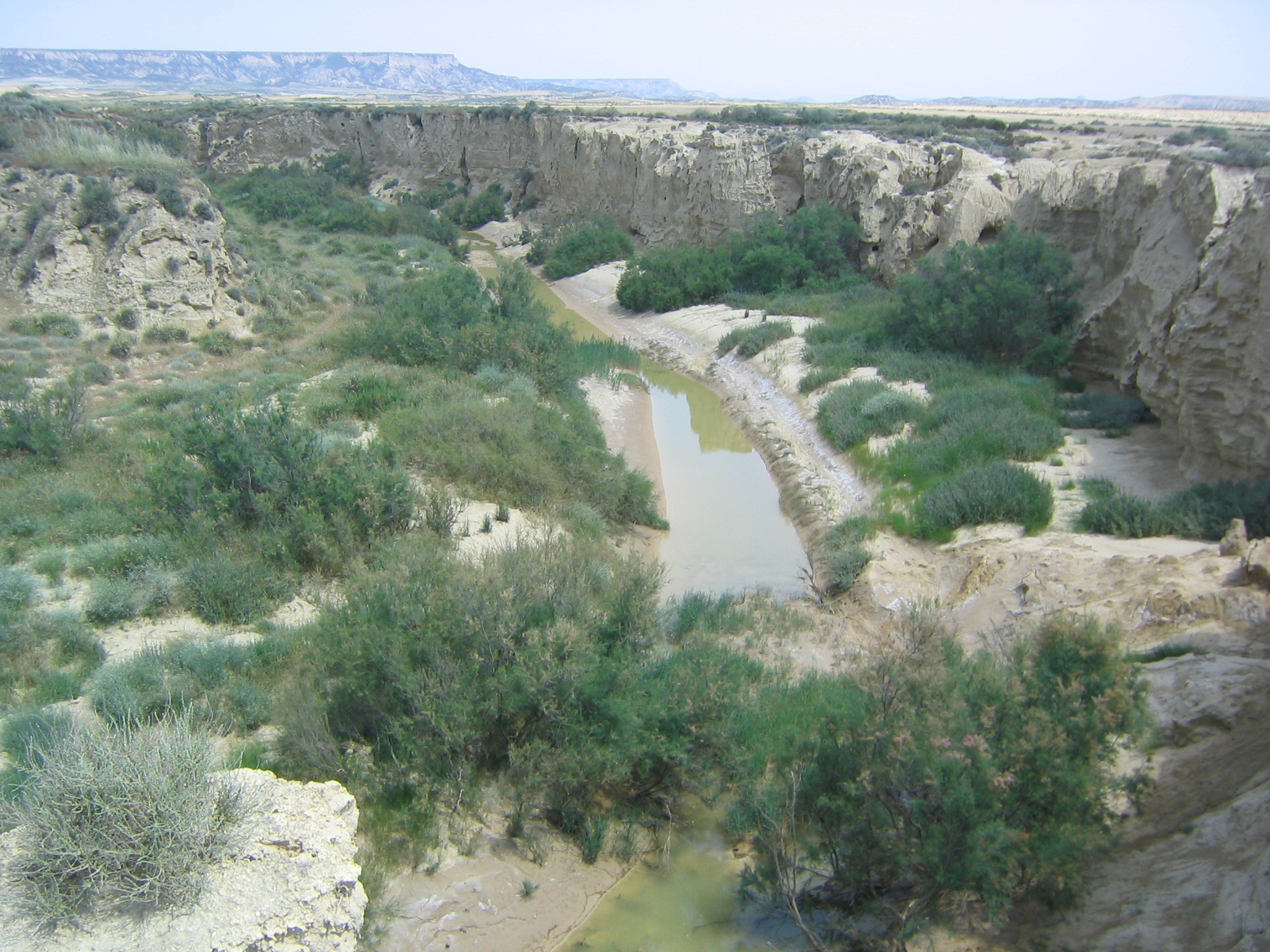
Barranco Grande.

Hay algunas fuentes, pero concentradas, en los bordes del Plano. Estas fuentes, de las que alguna de ellas se usan como abrevadero, se nutren del acuífero formado por esta meseta. Estas fuentes son las del Ferial, Agua Salada, Bandera y Gollizo. Algunas intermitentes se dan en las Caídas de la Negra.
Los barrancos presentan dos partes diferenciadas, dos estadios. El primer estadio se caracteriza por la pendiente de los barrancos secundarios y terciarios a los que se les unen los de cuarto orden en ángulos muy agudos. Los barrancos tributarios de esta zona son pequeños y rectilíneos. Más abajo, al disminuir la pendiente, el cauce se hace más sinuoso con pruebas de desbordamientos. El barranco Tudela es la excepción a esta regla, ya que tiene un aspecto más recto y las uniones entre barrancos se hacen en ángulo recto.
La característica de los cursos de agua de las Bardenas los hacen inválidos para llenar cualquier embalse que se proyecte por la cantidad de arrastre que llevan. Esto obliga a rellenar los embalses con agua procedente de acequias y canales conducidas hasta el propio embalse (ya que si se vertiera por los barrancos arrastrarían el material erosionado al igual que el agua de lluvia). La utilización de los barrancos para represar agua pondría en peligro la estabilidad de las orillas de los mismos.
Se han construido varios embalses y balsas. El principal es el de la fuente del Ferial que se llena con aguas que proceden del embalse de Yesa y se ha convertido en un punto de atracción turística. Este embalse está destinado al regadío de las tierras que están junto a las poblaciones de Valtierra y Caparroso, y para abastecer de agua potable a Valtierra y Aguedas. El otro embalse relevante es el de Cortinas.
Las balsas más relevantes son la de Zapata y la de Cruceta, que también se llenan de agua de acequia. Los demás puntos de agua son de aguas de escurrería.

### Erosión
El paisaje de las Bardenas está marcado por la erosión, la cual crea un paisaje que es uno de sus principales atractivos. La propia naturaleza del terreno, materiales blandos como arcillas y yesos, la característica torrencial de la precipitaciones y el cierzo, viento característico y propio del lugar que sopla en dirección noroeste-nornoroeste a velocidades de entre 20 y 30 km/h, la intervención humana con una presión muy grande sobre el terreno y la vegetación con una importantísima disminución de la cubierta vegetal son las causas principales de la erosión. La afectación es muy grave en más de un tercio de la superficie de las Bardenas que, en algunos lugares, llega a alcanzar la tasa de 91,9 t/ha/año.
Se pueden distinguir tres tipos de paisajes dependiendo de la incidencia de la erosión. En el Plano la erosión es escasa, en la Bardena Negra, donde se encuentra la zona de mayor cobertura vegetal, la erosión es moderada, de carácter laminar y en surcos que corren paralelos. En la Bardena Blanca la erosión es importante. La estructura de este terreno, margas limosas con discontinuos paleocanales de arenisca, ha originado un relieve característico muy llamativo, sobre la superficie plana sobresalen los cabezos que se alzan con sus laderas erosionadas, la existencia de algún resto de estrato de glacis o de algo más resistente ha producido que se mantenga cierta superficie sin erosionar mientras que los bordes van desapareciendo. Son llamativos los casos del Rallón o el Castildetierra. En la parte alta de los cabezos la erosión es de forma laminar, en la laderas se aprecia el efecto de solana y umbría. En las solanas hay pendientes más fuertes y erosionadas donde se originan cárcavas que forman bad-lands y escapes mientras que en las umbrías hay una mayor vegetación que hace que la erosión sea menor. Los materiales erosionados se van depositando a los pies de los cabezos formando, entre estos y el fondo de valle, laderas de acumulación de suave pendiente, que también sufren una erosión laminar suave.

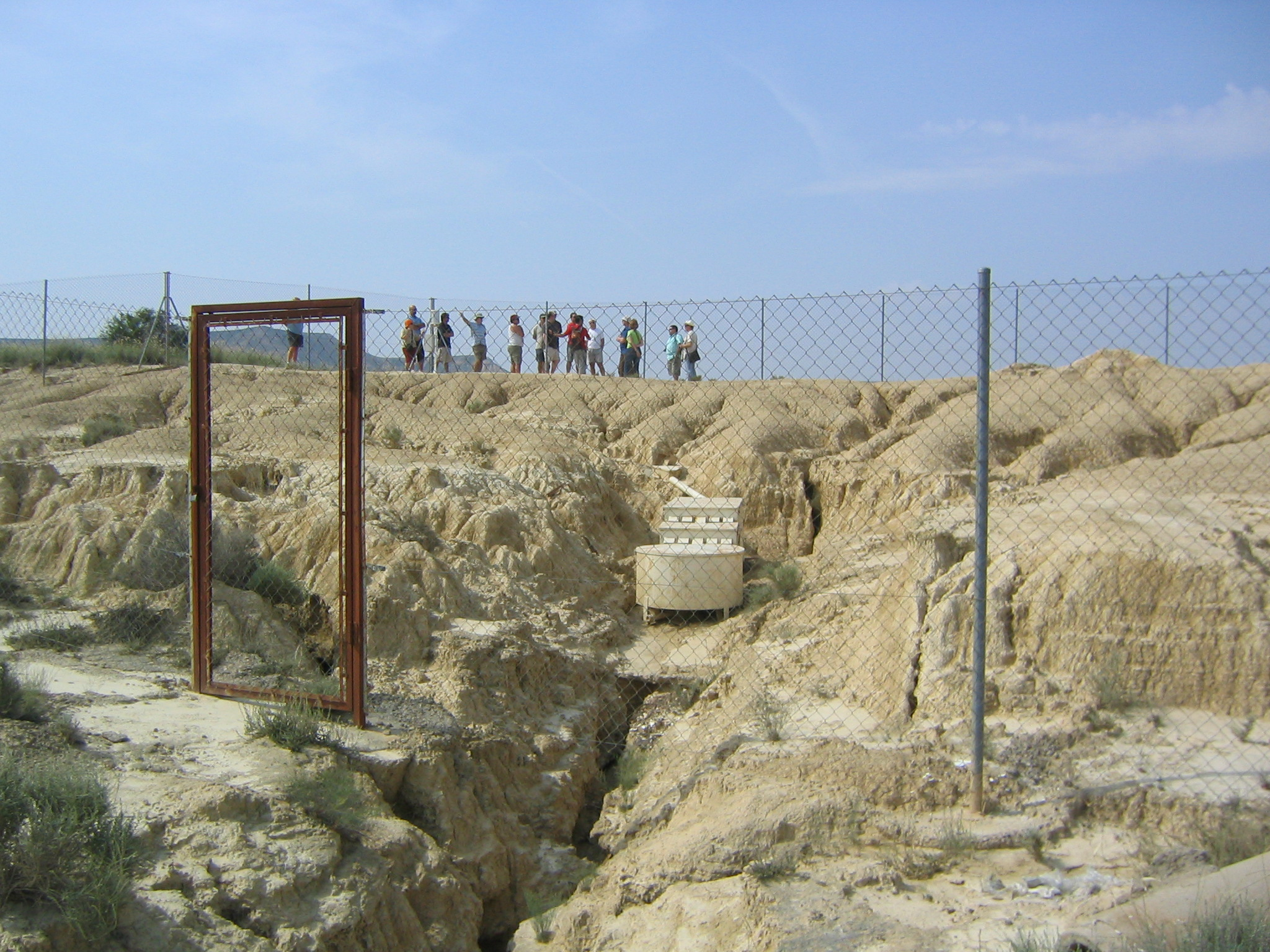
Medidor de erosión.
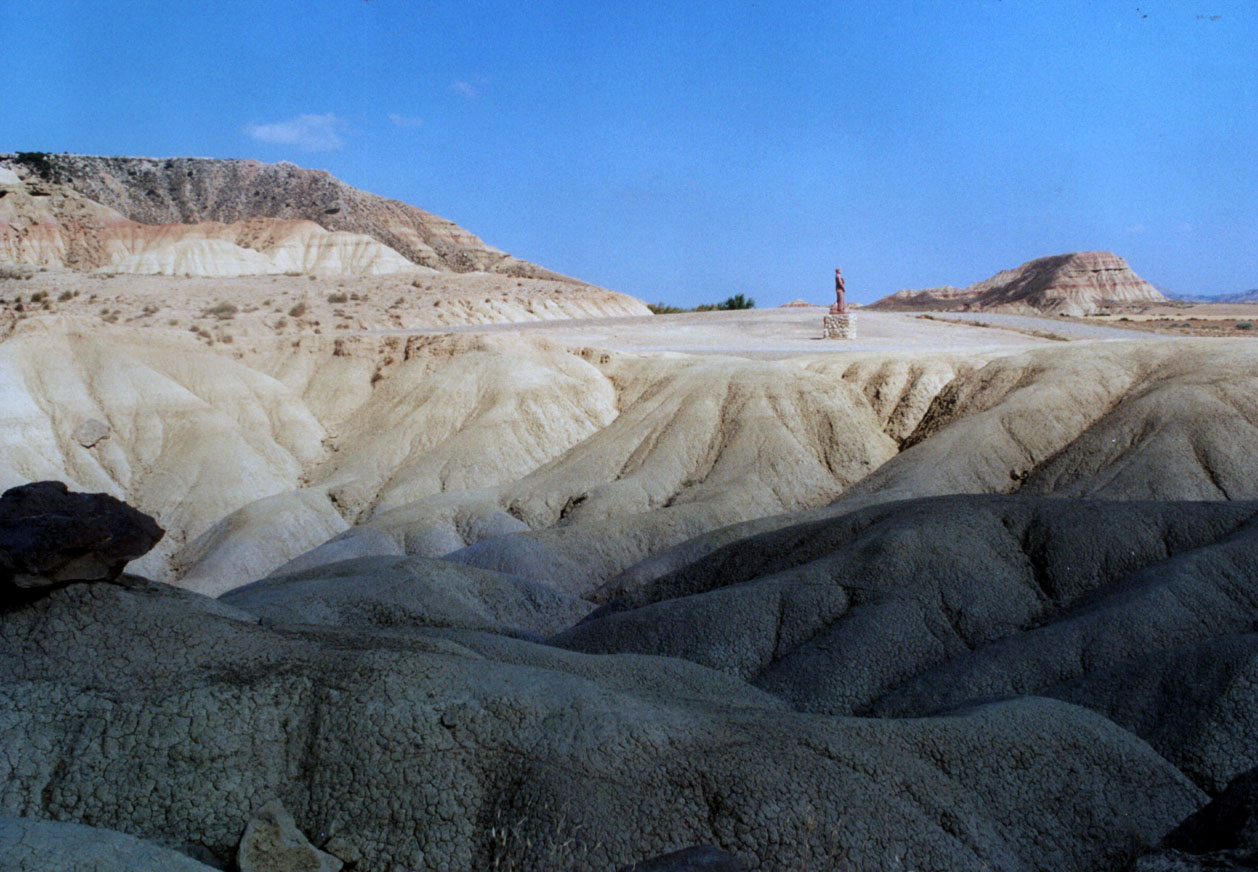
Paisaje erosionado.
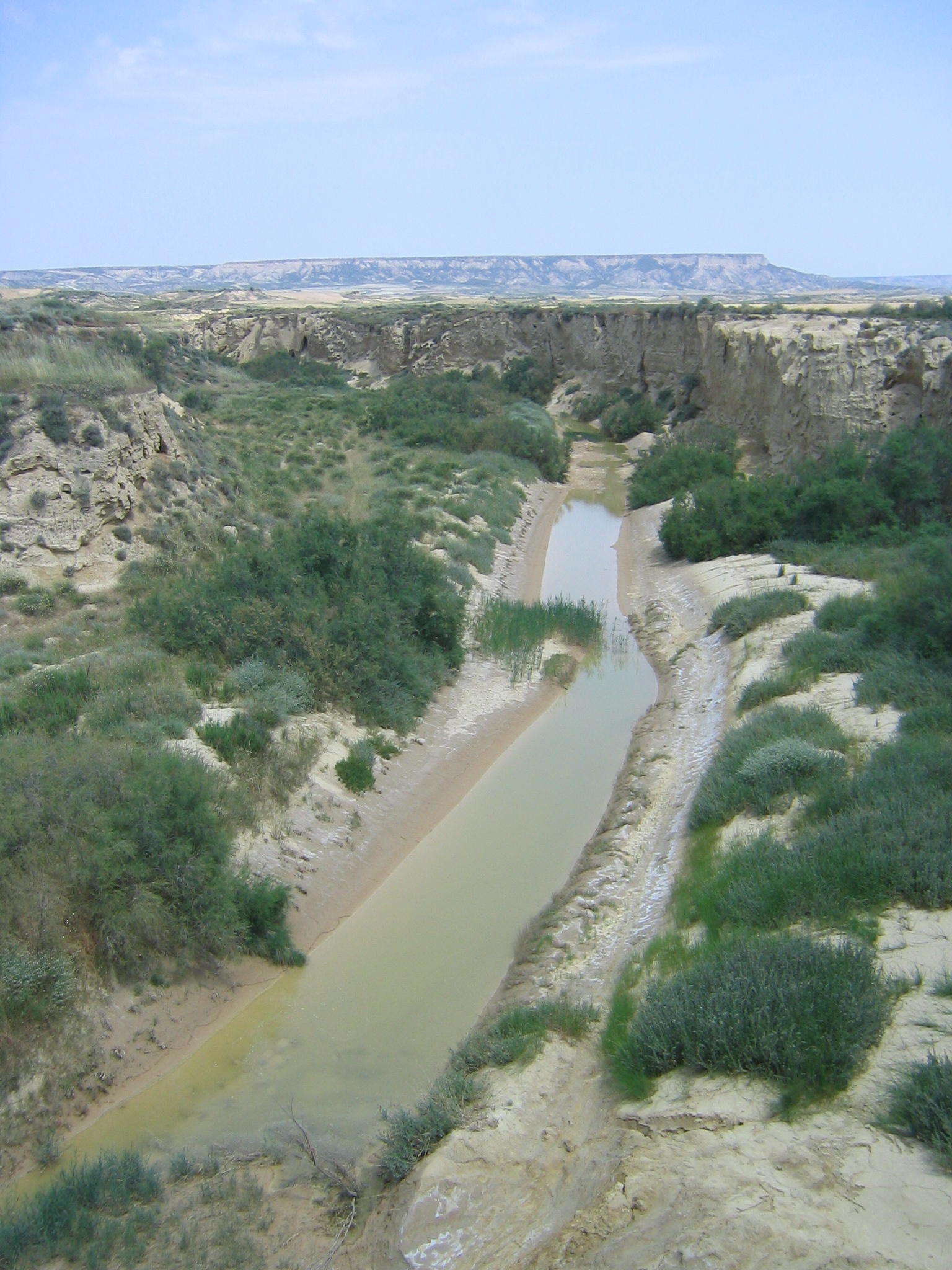
Barranco.
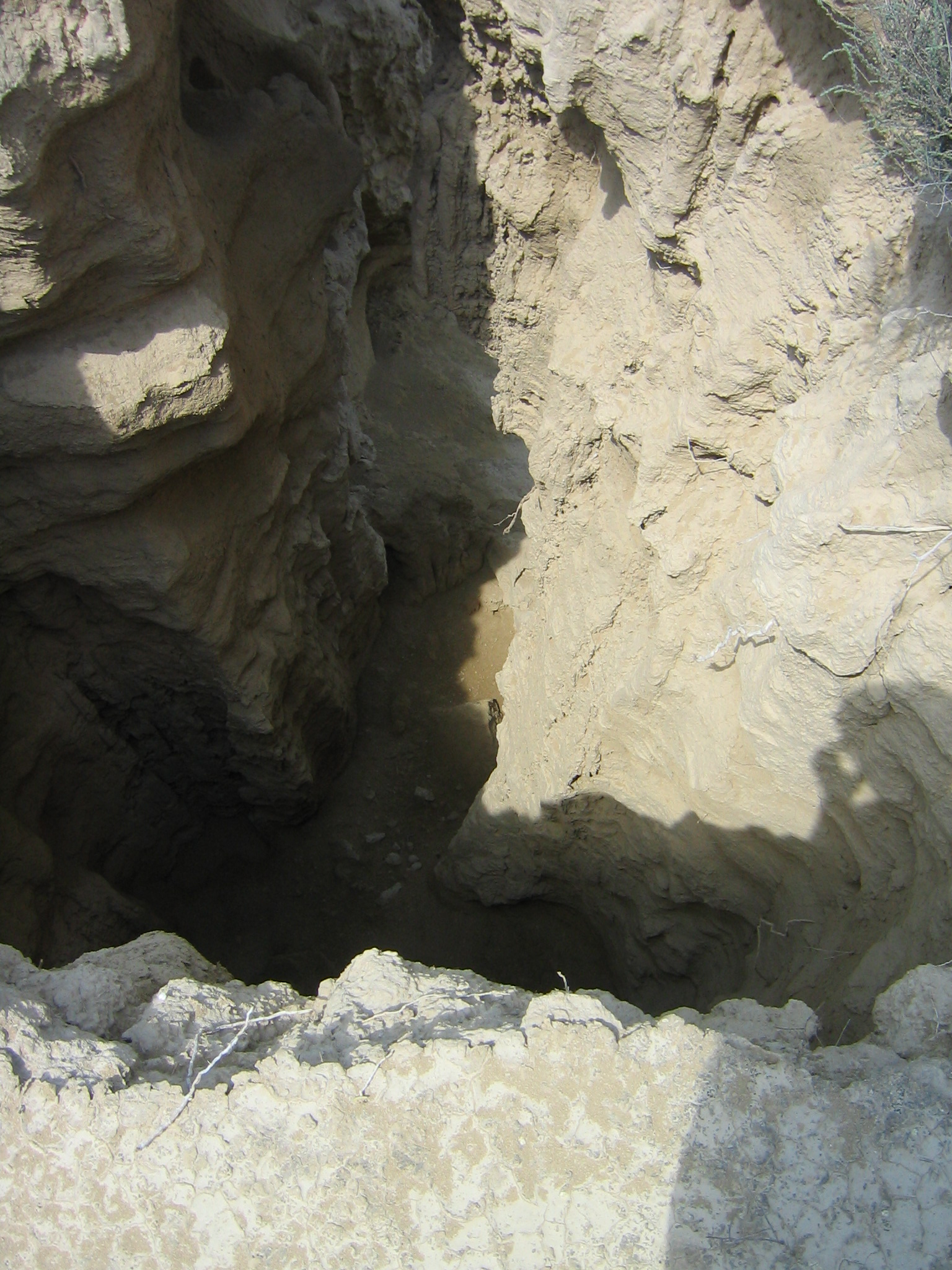
Formación o crecimiento de un barranco.

Los fondos de valle son la parte más extensa. Están constituidos por una estructura laminar realizada por la acumulación de capas finas de materiales limosos que están cruzados por barrancos que se van ramificando. Estos barrancos son muy activos en cuanto a la erosión, avanzando año tras año.
La mayor erosión se da, según el Instituto Navarro del Suelo, en las siguientes zonas: en la Blanca, la más afectada, tiene una gran gravedad en 683 ha de sus 8000 donde se localizan los badlands que ocupan las transiciones entre los distintos niveles y entre estos y los barrancos. Los barrancos son los elementos erosivos más activos. Aumentan en longitud y en anchura a medida que se van derrumbando sus paredes. Se da el fenómeno de la creación de varios agujeros verticales alineados con el barranco y cerca de él que van creciendo hasta unirse y formar un nuevo barranco, este fenómeno recibe el nombre de piping. En las laderas los niveles de afectación de la erosión depende de la vegetación, en más de 5024 ha es muy alta al no existir vegetación suficiente para poder frenarla. Hay 4344 ha donde ya ha desaparecido el suelo y se está dando la erosión sobre el material geológico.

### Vegetación
La situación de las Bardenas ha propiciado la actuación del hombre sobre el territorio para su aprovechamiento. La agricultura se ha desarrollado en todos los sitios donde tenía posibilidades, por lo que son pocas las zonas donde la vegetación autóctona se mantiene, laderas y zonas difíciles de cultivar. La mayor parte de la masa forestal está representada por coscojares y pinares.
La situación, en la gran unidad geomorfológica del Valle del Ebro, le proporciona un clima mediterráneo y una gran aridez que condiciona la vegetación y flora. La mayor parte tiene un carácter estepario y mediterráneo donde predominan los elementos típicos del levante español.
Ambos elementos, la intervención humana y la climatología, han proporcionado la actual vegetación del territorio bardanero. Está cubierta está formada por una vegetación natural, los pastos, los matorrales y algunos de los bosques, y por una de origen antrópico, los cultivos y las repoblaciones.
Las diferentes Bardenas tienen diferente vegetación. La Bardena Negra tiene bosquejos de coscojares, pinares y bastante cultivo cerealista. La Blanca tiene grandes superficies desnudas, su vegetación es casi nula. El conjunto del Plano con las caídas hacia el Vedado de Eguaras y la Bardena Alta está formada por los campos de cereales del Plano y los bosques de coscojares, romerales, pinos y ontinares en la laderas.
La variedad de las especies es amplia y está adaptada a las circunstancias. Muchas son temporales, aprovechando las lluvias otras tienen tallos carnosos que acumulan agua.
Si cesara la influencia humana en buena parte de las Bardenas, se desarrollaría un matorral alto y otras comunidades subseriales. Como en los Monegros es un espacio singular respecto a la ubicación que tiene en el norte de la península ibérica. En estas condiciones, sin intervención humana, se darían tres tipos de vegetación dependiendo del suelo y del clima: carrascales, coscojales, sabinares y pinares mesomediterráneos y Geoserie halohigrófila de saladares, a la que habría que añadir la vegetación que crecería en torno a las charcas de agua dulce. De esta vegetación potencial solo se conserva algunas carrascas aisladas del Plano y la Plana de la Negra. También hay algunos ejemplares de quejigo en las umbrías. Los coscojares están extendidos y se dan tres especies pino carrasco, coscoja y sabina negral. Los bosques de carrascas no pueden desarrollarse al faltarle recursos hidrológicos por lo que el máximo estructural que alcanzan estas poblaciones son los matorrales altos. Esta vegetación se encuentra en las laderas del Plano, La Negra y de los cabezos de la Blanca. En los barrancos se acumulan las sales de los materiales sedimentarios circundantes que se distribuyen en gradientes de humedad y salinidad. En estas áreas se da una vegetación conformada por tamarices.
La vegetación existente, fuertemente condicionada por la intervención humana, es una mezcla de la natural y la procedente de esa intervención. La práctica totalidad de las tierras cultivables han sido utilizadas para ese fin y se han realizado algunas reforestaciones a las que hay que añadir la presión de la ganadería.
La extensión de las diferentes comunidades vegetales se puede ver en la siguiente tabla:
| Tipo de vegetación                 | %    |
| ---------------------------------- | ---- |
| Pinares                            | 3,5  |
| Tamarizales                        | 0,5  |
| Coscojares                         | 1,5  |
| Romerales                          | 26,5 |
| Matorral sobre yesos               | 0,7  |
| Sisallares y Ontinares             | 10,3 |
| Lastonares de Brachypodium retusum | 0,6  |
| Espartales                         | 1,8  |
| Saladares                          | 2    |
| Cultivos                           | 60   |
| Suelo desnudo                      | 1,7  |

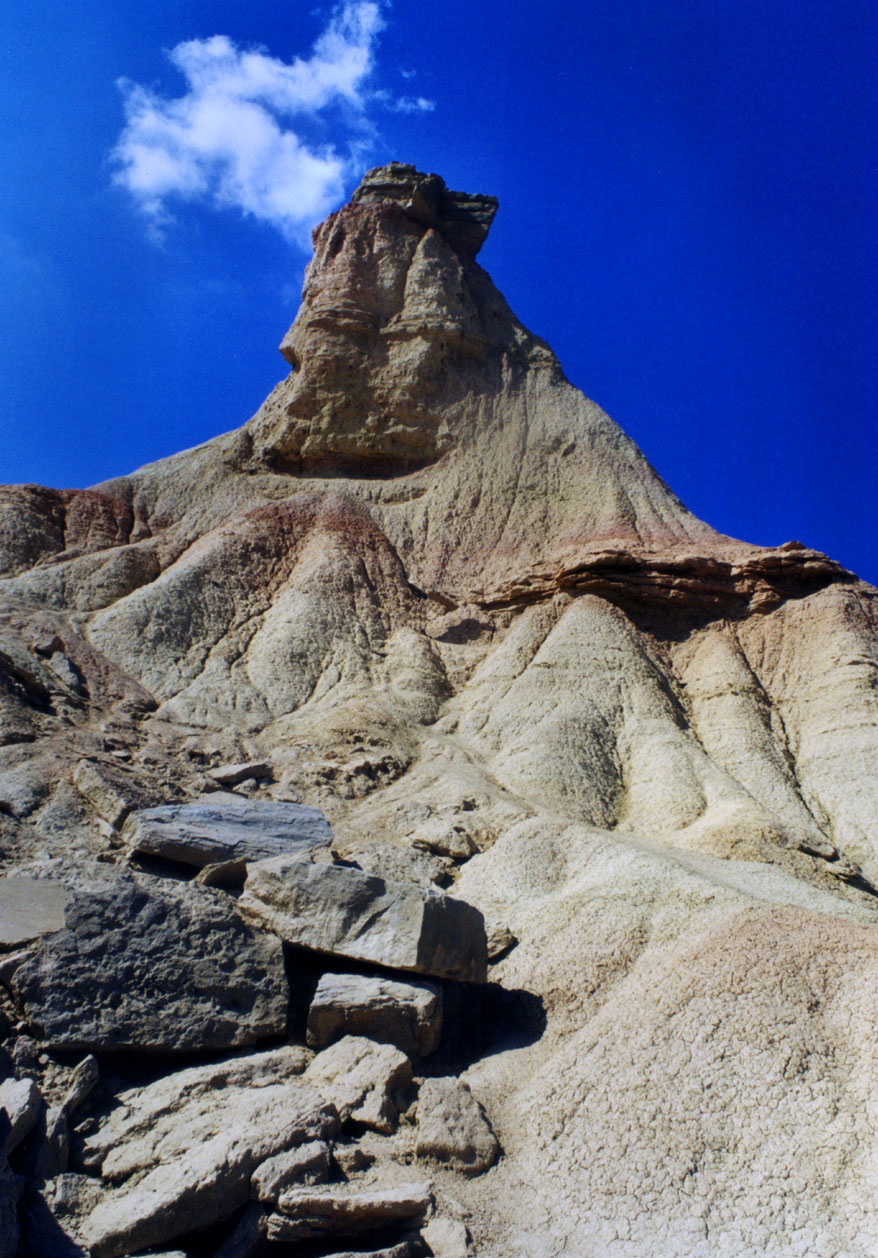
Castildetierra.

Fuente: Estudio básico del Plan de Ordenación del Medio Físico de Bardenas Reales. Instituto del Suelo y Concentración Parcelaria de Navarra. Gobierno de Navarra (1988).

### Fauna
Los diferentes ecosistemas que tienen lugar en el territorio que ocupan las Bardenas Reales albergan una rica fauna entre la que destacan las aves. Solo las aves que nidifican en el territorio de las Bardenas superan el centenar de especies. Las comunidades de aves rapaces y esteparias de las Bardenas están entre las más ricas de todo el continente europeo.
Las rapaces están representadas por veinticuatro especies, de las que veinte se reproducen en el área. Se distinguen tres grupos, dependiendo de donde nidifiquen y del uso del hábitat. Tenemos:
- Rapaces forestales, diez especies, cinco de ellas son migratorias.
- Rapaces rupícolas, ocho especies, todas migratorias.
- Rapaces esteparias, seis especies.

Las aves esteparias están representadas por una colonia muy diversa, entre las que destacan las siguientes especies: la avutarda, casi desaparecida; sisón, en las Bardenas hay unas veinte parejas; alcaraván, muy abundante; alondra de Dupont, hay unas 250 parejas; terrera marismeña; la alondra común; Collalba gris; Cogujada montesina, Curruca tomillera, Collalba rubia, terrera común, cogujada común, bisbita campestre y collalba negra. No se puede olvidar la reserva de búho real que hay en el Rincón del Bú.
Luego hay reptiles, y se han detectado once especies diferentes, aunque podrían ser trece las que hay, como el quelonio, el galápago leproso, el lagarto ocelado, la lagartija ibérica, la lagartija colilarga, la lagartija cenicienta, el eslizón tridáctilo y el eslizón ibérico (sin confirmar). Entre los ofidios destaca la culebra de escalera, culebra lisa meridional, culebra bastarda, culebra viperina y la víbora hocicuda (sin confirmar).
Entre los anfibios se encuentran unas ocho especies. Están el tritón jaspeado, tritón palmeado, sapo común, sapo corredor, sapo de espuelas, sapillo moteado, sapillo pintojo común y rana verde.
Hay ocho especies de peces, son la anguila, la trucha, el barbo de Graells, el carpín, la madrilla, la tenca y la perca americana. Solo son autóctonas el barbo, la madrilla y la anguila.
Hay doce especies de caracoles y dos de cangrejos, el rojo y el señal.

## El parque natural y la Reserva de la Biosfera

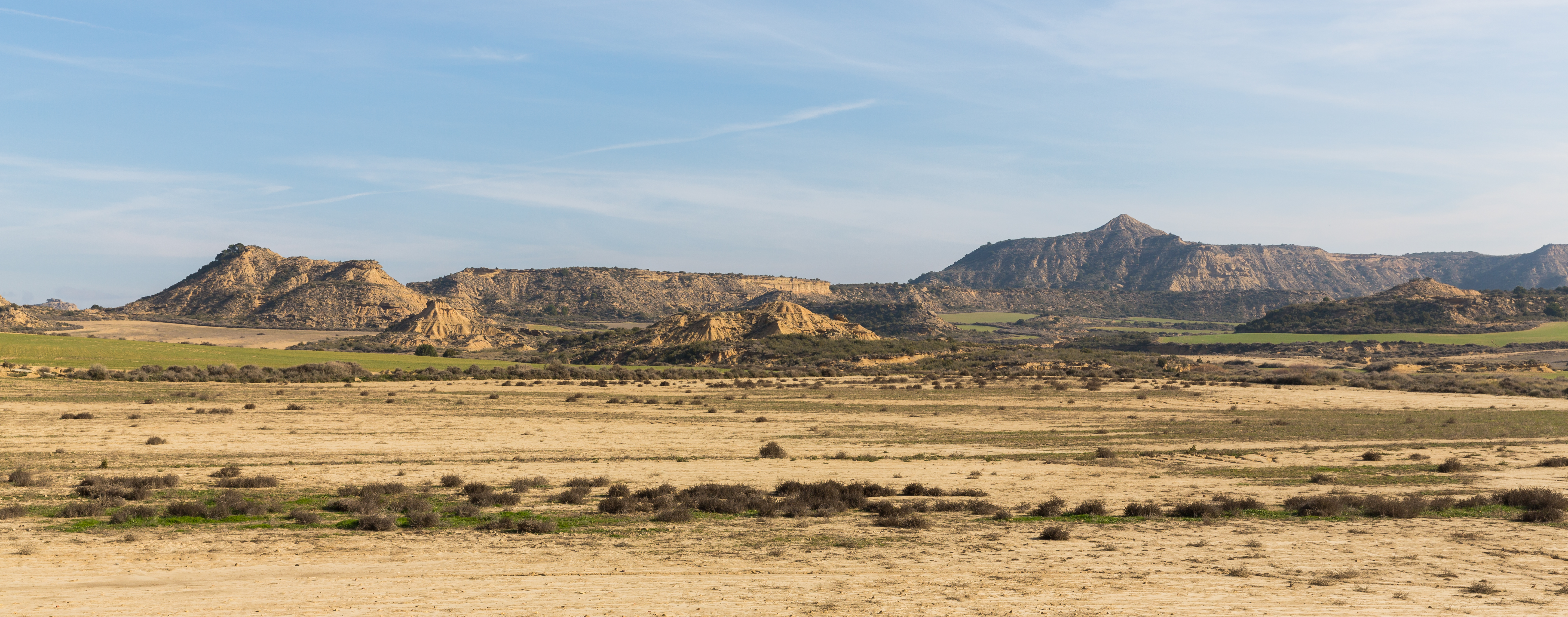
Panorámica del parque.

El 6 de abril de 1999 se declara mediante la Ley Foral 10/1999, aprobada por el Parlamento Foral Navarro, a las Bardenas Reales como parque natural. De toda la extensión de las mismas quedan excluidas las siguientes áreas; Hondo de Espartosa, con 272 ha; Bandera, con 43 ha; Cinco Villas, con 13 ha y Polígono de Tiro, con 2244 ha. Ya en 1987 se había aprobado la Ley Foral 6/1987 dio comienzo a la creación de la Red de Espacios Naturales de Navarra entre los que se encuadra las Bardenas Reales.

Las especiales características de las Bardenas, atendiendo a la singularidad de su paisaje, sus ecosistemas y a su riqueza natural, son las que propician la declaración como parque natural aun cuando la intervención humana es muy alta.

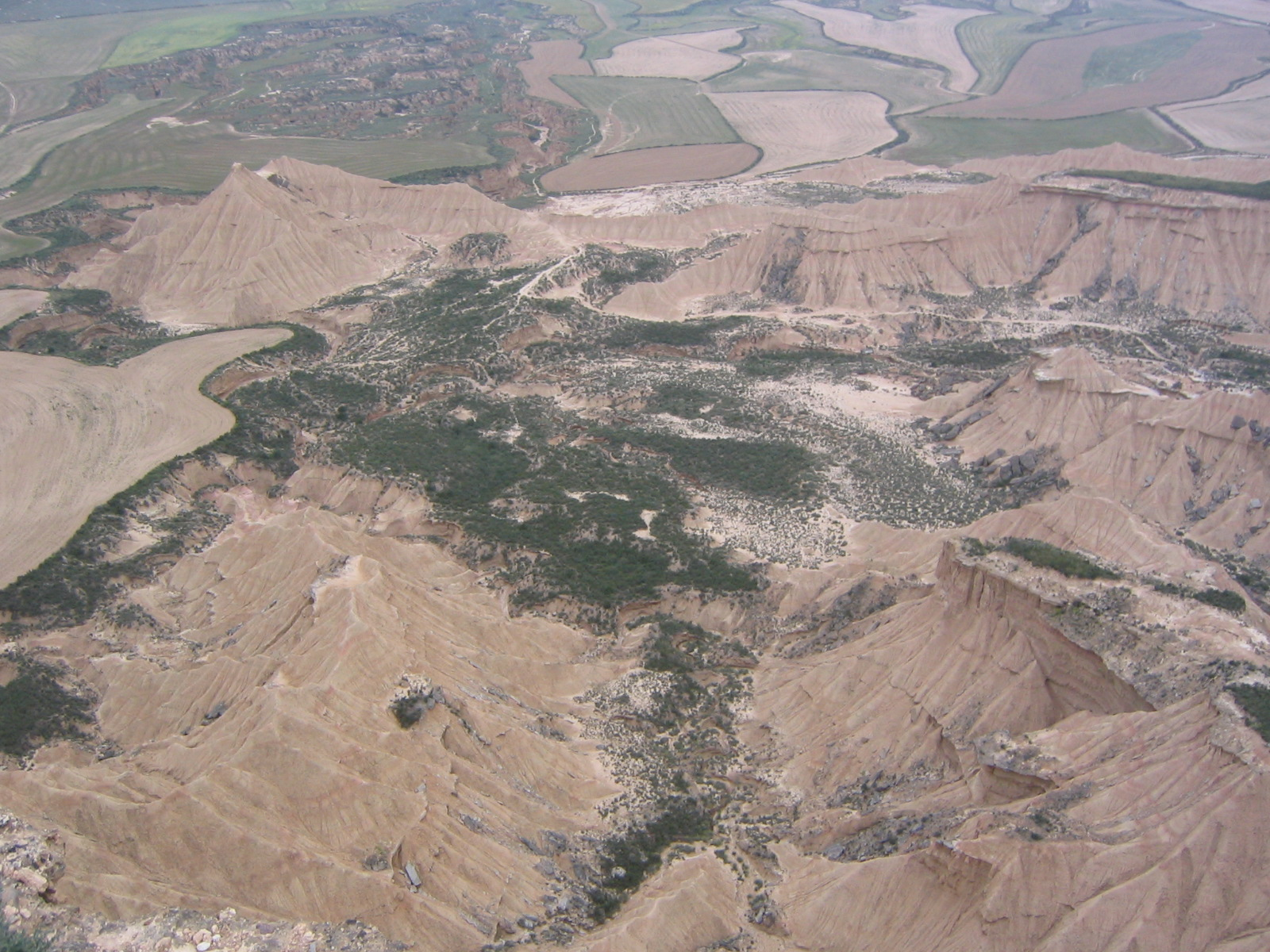
Bardena Blanca, desde el cabezo Rallón.

El parque natural está regido por el Plan de Ordenación de los Recursos Naturales de Bardenas, el llamado PORN.
Las finalidades que justifican la declaración de las Bardenas Reales como parque natural son las siguientes:
- Conservación y protección de los valores propios del área.
- Ordenación de los recursos y de su explotación.
- Mantenimiento y gestión de los bosques y montes por las Entidades Tradicionales, con primacía del interés público.
- Difusión del conocimiento de la naturaleza y de la necesidad de su preservación.
- Desarrollo armónico e integrado con el área de los núcleos de población próximos.
- Ordenación y control de las actividades recreativas y su integración en el medio.

Los importantes hábitats de aves que existen en las Bardenas han dado lugar, siguiendo la directiva europea, a crear varias zonas especiales de protección, las llamadas ZEPA. Se han creado dos ZEPAs diferenciadas, una está formada por el Plano y la Bardena Blanca Alta y la otra por Rincón del Bú, La Nasa y Tripa Azul.

### Zonas de protección
El parque natural de las Bardenas Reales está estructurado en diversas zonas de protección fruto de un estudio sobre sus elementos naturales y de los diferentes usos y aprovechamientos que se dan en él.
Se han realizado nueve zonas atendiendo a objetivos, criterios orientadores y tratamientos normativos diferentes. Estas zonas son:
Zona de Reserva Natural.
La zona de Reserva Natural está compuesta por el Rincón del Bú, marcada como RN-36, y las Caídas de la Negra, marcada como RN-37. Estas zonas fueron declaradas Reserva Natural por la Ley Foral 6/1987.
La superficie protegida por esta figura es de 1917 ha (un 4,6 % de la superficie total) de esa superficie 460 ha son del Rincón del Bú y 1470 ha de Caídas de la Negra.
La Reserva Natural de Caída de la Negra se extiende por las laderas de la Plana de la Negra. La vegetación más relevante es la compuesta por pinares con coscoja y corcojales densos. Dentro de la misma hay una zona dedicada a labores agrícolas de secano. Su fauna es la propia de los ecosistemas mediterráneos. La altitud está comprendida entre los 370 y 640 m s. n. m.
El Rincón del Bú, situado en el borde sur de la Blanca, tiene una relevancia especial en cuanto a la riqueza de aves rapaces, en especial el búho real. La vegetación está compuesta por sisallares, ontinares, romerales y tomillares.
Aunque legalmente no se incluya en las zonas de Reserva Natural de las Bardenas al ser término municipal de Valtierra, el Vedado de Eguarás, marcado como RN-31, es una Reserva Natural.
Zona Periférica de Protección de Reserva Natural.
Los terrenos circundantes a las Reservas Naturales constituyen las Zonas Periféricas de Protección. En estas zonas se da un aprovechamiento tradicional basado en la agricultura de secano, la explotación ganadera y la caza.
La superficie de estas zonas suma 1074 ha (que viene a ser un 2,6 % del total) y está constituida por las 257 ha del Rincón del Bú, 660 de las Caídas de la Negra; y 157 ha del Vedado de Eguarás.
Zona de explotación agrícola extensiva.
Está compuesta por terrenos dedicados a las labores agrícolas de secano y a pastos cuando están en barbecho y rastrojo. Están distribuidas por todas la Bardenas.
Zona agrícola extensiva especial.
Son zonas que, aun teniendo una dedicación a la explotación agrícola, están incluidas en las Zonas de Especial Protección para las Aves, ZEPA. Están compuestas por parcelas de secano que, al igual que el anterior, se utilizan para el pasto del ganado en los periodos en los cuales no hay producción. Debido a su singularidad ambiental precisan ser preservadas de otros usos.
Zona agrícola intensiva.
Son zonas que se dedican a la agricultura de regadío. Suponen un 3,5 % de la superficie total de las Bardenas, 1460 ha y se ubican en los siguientes espacios; Val del Rey, con 6 ha; Landazuría, con 510 ha; Barranco de Agua Salada, con 220 ha; Espartosa, con 273 ha; Cruceta, Belcho, Raso de Javielo, con 262 ha; Bardenilla, con 53 ha y las inmediaciones del Canal de Tauste, con 136 ha.
Zona ganadero-forestal.
Está compuesta por las áreas cubiertas de vegetación natural o desprovista de ella. Distribuidas por todas las Bardenas de una forma heterogénea, ocupan una superficie de 17 287 ha, lo que representa un 41,3 % de la superficie total. Su vegetación está compuesta de matorrales y arbustos, de zonas húmedas, comunidades salinas y suelo sin cubierta.
Zona de usos especiales.
Estas zonas están excluidas de la demarcación del parque natural al no tener relevancia significativa. Son terrenos usados para el aprovechamiento agrícola y ganadero que ocupan una superficie de 328 ha, lo que representa el 0,8 % del total. Están compuestas por las siguientes zonas; Hondo de Espartosa, con 272 ha; Bandera, con 43 ha y Cinco Villas, con 13 ha.
Zona de acondicionamiento turístico y recreativo.
Compuestas por terrenos de uso agrícola que han sido destinados a la creación de infraestructura lúdica para servicios turísticos y recreativos. Estos terrenos fueron desafectados para la construcción del embalse del Ferial. Tienen una superficie de 5 ha, lo que es un 0,01 % del total y se sitúan en torno al embalse del Ferial.
Zona de uso militar.
La zona de uso militar incluye el polígono de tiro del Ejército del Aire, sus instalaciones y la balsa de Zapata. Está excluida del parque natural y destinada a la práctica de ejercicios de tiro aéreo. Supone una superficie de 2244 ha, un 5,4 % del total. Ocasionalmente se aprovechan los extremos de la zona para aprovechamiento ganadero.

### Espacios
Entre las diversas riquezas que guarda el parque, la paisajística es una de las más relevantes, aun cuando no está considerado como monumento natural, el Castildetierra cumple plenamente la Ley Foral que regula dicha materia al ser «formación geológica única en Navarra, singular y de interés especial por sus valores paisajísticos y educativos, al servir de modelo para explicar y razonar los altos procesos erosivos existentes en Bardenas». No solo es este cabezo el que destaca en el árido paisaje bardense, hay otros lugares que tienen una especial relevancia. Se estima que con las condiciones meteorológicas normales (las que se producen habitualmente) el Castildetierra tiene una vida de unos cuarenta años.
Los cabezos y cortados son los elementos paisajísticos más llamativos de todo el parque natural. Se hallan por toda la Bardena, a excepción del Plano, pero destacan en la Blanca. Los cabezos más importantes son Chirimendía, Alto de las Cañas, Punta del Cuervo, Puy Águila y La Gorra y los cortados de Cornialto y La Estroza, en la Blanca Alta y Pisquerra, Angarillones, Rallón, Sanchicorrota, La Junta, Tres Hermanos, Cortinas y Mesalobar en la Blanca Baja. Entre la Blanca y la Negra, están Portal, Chimorra, Cabezo Hermoso, La Nasa, Tres Montes, Cabezo Gancho, San Antón y Monte Olivete. En la zona sur, tenemos El Aguilar y el Fraile.
Los cortados relevantes son Cornialto y La Estroza, en la Blanca Alta; La Ralla, en la Baja; Rincón del Bú y el Balcón de Pilatos en la Negra.
Estos elementos tienen interés paisajístico y ecológico, ya que es un biotopo que utilizan muchas especies, especialmente rapaces, para nidificar.
Los barrancos son otro de los elementos relevantes del paisaje bardense. Son grandes surcos excavados por las aguas de escorrentía que forman una extensa red por todas la Bardenas. Constituyen el elemento natural de drenaje. Son refugio para muchas especies y albergan gran cantidad de biótopos. Tienen una biodiversidad muy elevada y en ellos podemos encontrar desde medios acuáticos con vegetación palustre hasta espartales, ontinares, romerales, saladares y tamarizales.
El Plano no está afectado por este elemento fruto de la erosión, por lo demás, las otras zonas de las Bardenas no se libran de ellos. Los más relevantes son, Agua Salada que atraviesa los parajes de Landazuría y Espartosa; las Cuevas, Bodegas, Morico Judío, del Águila y el del Caldero que son tributarios del barranco Grande o de Limas, el más importante del parque, en la Bardena Blanca que también es cruzada por los del Vedado, Cortinas, Andarraguía, Valfondo, el del Bú y el de Tripa Azul. Al sur tenemos los de Tudela y sus tributarios de la Val de Santa Catalina, de la Tejera, Alfarillo y La Junquilla. Y al sur de la Negra están los de Valdenovillas, Torres de Leoz y Modorra.

### Reserva de la biosfera
Las Bardenas Reales fueron declaradas Reserva de la Biosfera el 7 de noviembre de 2000 por la Unesco. El territorio de la Reserva coincide con el del parque natural que guarda en su interior dos Zonas Especial Protección para las Aves y tres Reservas Naturales (incluyendo el Vedado de Eguarás).
Las Bardenas Reales de Navarra es la decimoséptima Reserva de la Biosfera que se reconoció en España y la primera de Navarra. La superficie reconocida es de 39 273 ha.

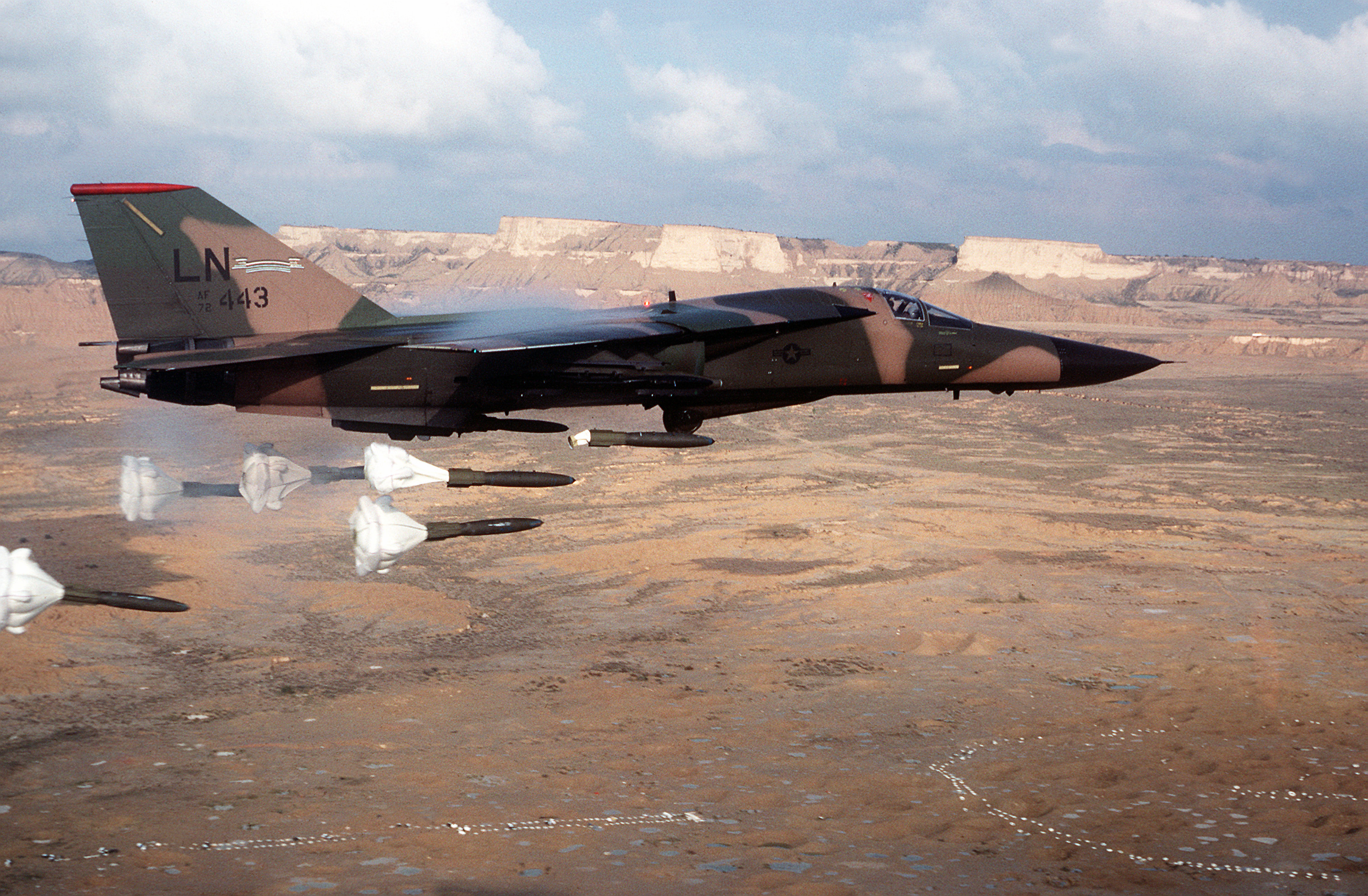
Avión practicando en el polígono de tiro

### Polígono de tiro
En el centro del parque natural de las Bardenas Reales, y excluido de este, se encuentra el Polígono de Tiro de Bardenas, un terreno de 2244 ha usado por el Ejército del Aire. En él se realizan prácticas de tiro y bombardeo utilizando bombetas de ejercicio que no contienen explosivo alguno, según manifiesta el mando aéreo. La portavoz de la Asamblea Antipolígono, Milagros Rubio, afirma que, al menos, una vez al año se realizan ejercicios con bombas con carga.
Este polígono nació en 1951 con la firma de un contrato de arrendamiento entre el Estado y la Comunidad de las Bardenas Reales por 25 años, prorrogándose en 1976 hasta junio de 2001, volviéndose a prorrogar hasta 2008, y desde 2008 con una duración de diez años prorrogables por otros diez.

## Las Bardenas y el hombre

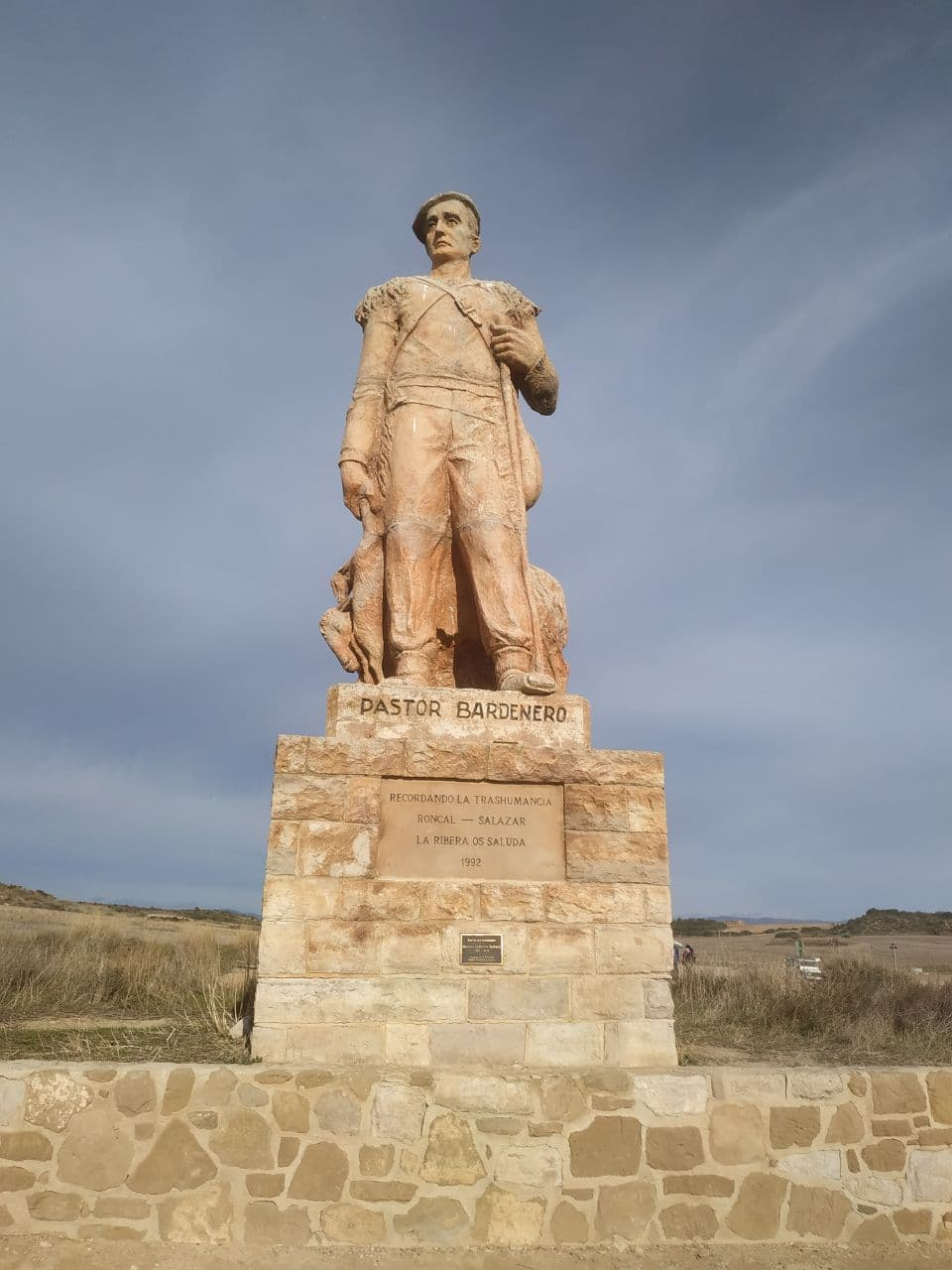
Monumento al pastor bardenero, del pastor y escultor arguedano Antonio Loperena.

La Bardena ha tenido una singular relación con el hombre. En ella se han desarrollado diferentes oficios que han sido los que han acompañado al ser humano desde la Prehistoria; estos son:
- Pastoreo, que se complementa con la trashumancia desde los valles pirenaicos.
- Labranza, en principio de secano y con la llegada de las aguas del Pirineo, del embalse de Yesa de regadío
- Leñadores y carboneros, oficios vinculados a la consecución de energía y que se vincula con las modernas «huertas solares»; estos son responsables, en parte, de haber reducido ciertas partes a la condición de matorral rastrero y oloroso y aun de calvero desértico.
- Cazadores, dedicados a todo tipo de caza y muchas veces furtivos.
- Recolectores, dedicados a recorrer el terreno y los bosques buscando aquellos productos útiles que la naturaleza brinda: hierbas con propiedades curativas, alimentos, materiales de construcción...
- Bandoleros, refugiados en el terreno inhóspito de la Bardena Blanca, viviendo al margen de la ley.

A los oficios tradicionales que daban uso en Bardenas se han unido los derivados de las posibilidades modernas: el turismo y el deporte han atraído a las tierras de Bardenas a muchos hombres y mujeres que buscan pasar sus ratos de ocio y realizar alguna actividad deportiva. Así mismo, forman parte también de la presencia humana en las Bardenas los efectivos militares adscritos al destacamento que custodia el Polígono de Tiro Aéreo.

### Historia

#### Época prehistórica y Antigüedad
En 1994 los arqueólogos Jesús Sesma y María Luisa García catalogaron en 267 los yacimiento localizados en este espacio, «de los que 129 tienen ocupación en época protohistórica y 56 en época histórica» centrando su atención «en la Edad del Bronce y época romana por ser las más relevantes en hallazgos». A esta abundancia de yacimientos de la época del Edad del Bronce y del Hierro cabe sumarse una continuidad en época romana alcanzándose la cifra de 45 yacimientos y rompiendo con la consideración de zona deshabitada que sostenía la bibliografía tradicional. Esta presencia romana, tuvo al valle del Ebro uno de los ejes principales de comunicación motivado, especialmente, por la presencia de dos grandes núcleos como Caesaragusta y Pompælo. Bajo la administración de tales territorios quedaban las Bardenas. 
En las prospecciones arqueológicas de la zona se han hallado varios vestigios romanos en un total de 41 yacimientos, clasificados en sendas etapas altoimperial y bajoimperial. Los caminos trashumantes son sucesores de las vías romanas como ya primero, en 1928, Julio Altadill y después varios investigadores del tema. El itinerario de Summo Pyrenaeo a Cascante, nombre de la vía romana propuesto por Altadill, atraviesa la Navarra actual de norte a sur por su costado oriental.

#### Época medieval
Las Bardenas se convirtieron en límite entre los reinos cristianos y los musulmanes. El nacimiento del reino de Pamplona primero y de Navarra después, y la guerra de conquista de los reinos musulmanes, la Reconquista, fue conformando el hecho de que los territorios de las Bardenas quedaran en manos reales y que fueran cedidos, para su aprovechamiento, a diversas entidades. La ayuda en las batallas por parte de los habitantes de los valles pirenaicos se vio compensada con la cesión, para el pasto de los rebaños de ovejas en invierno, de las llanuras de las Bardenas a los Valles del Roncal y Salazar. Esta concesión de privilegios ya se dio por el rey Sancho García en el año 882 a los del Valle de Roncal por su ayuda en la lucha contra los musulmanes. Esto es prueba fehaciente de que para ese tiempo ya estaba configurado y delimitado el territorio de las Bardenas y que el mismo ya figuraba como patrimonio real.
El Valle de Roncal fue el primer congozante de las Bardenas; pronto se unirían otros, pero con diferentes privilegios y diferentes motivos. Algunos podrían realizar labores agrícolas y ganaderas, otros podrían aprovechar la leña. Los objetivos buscados por la corona podían ser desde pagar los favores y servicios prestados hasta fomentar el asentamiento de nuevos colonos para la repoblación de las tierras recién conquistadas.
Sobre la presencia de asentamientos, más allá de los propios vinculados al sistema de fortalezas, atalayas y castillos, se han computado, al menos, 15 yacimientos arqueológicos.

#### Época moderna y contemporánea
La incorporación del reino de Navarra en Castilla no provocó cambios en la organización de las Bardenas. La titularidad se mantuvo en la Casa Real, ahora castellana, y se siguió dando concesiones y ampliaciones de anteriores. En alguna ocasión, como en los casos de Peralta, Funes y Falces, estos derechos fueron comprados previo pago al rey.
La necesidad de recursos económicos por parte de la corona para solventar los gastos de la guerra de Sucesión llevaron a los veintidós congozantes a ofrecer al rey (mediante el virrey) el pago de 9000 pesos en contraprestación de la cesión a perpetuidad y en exclusiva del aprovechamiento de las Bardenas. Felipe V concedió el derecho a perpetuidad y en exclusiva en 14 de abril de 1705 previo pago de 12 000 reales de ocho, a la comunidad de congozantes.
El aprovechamiento fue principalmente ganadero hasta comienzos del siglo XX. En 1915 comienza a cambiar la situación y, al ser la agricultura la actividad principal, las Ordenanzas van cambiando para adaptarse a la nueva situación. En el año 1926 comienza un pleito que tiene como finalidad la división de las Bardenas, en el fondo de ese pleito estaba el auge de la actividad agrícola en contraposición de la ganadera. El Tribunal Supremo rechaza cualquier posibilidad de división en sentencia de 1930, zanjando el pleito.
Las posteriores Ordenanzas, en el 1935, así como sus modificaciones, fueron encaminadas a ordenar la relación de los usuarios con las parcelas asignadas y la posibilidad de transmisión, por herencia, de esos derechos. En 1965 se introducen restricciones en el pastoreo en campos de viña y remolacha y se permite el uso de corrales y chabolas por cualquier usuario. También se restringe el derecho al cultivo al cabeza de familia y se permite la transmisión de los terrenos cultivados. También los alcaldes pierden atribuciones que pasan a los órganos de gobierno de la Comunidad.
En 1967 se introduce en la Ordenanza que los usuarios deban de residir, al menos, nueve meses al año en los pueblos congozantes. Esta medida se endurece en 1969 cuando se exige que deben estar inscritos en el padrón municipal por más de 10 años para poder ejercer el derecho de aprovechamiento. Estas medidas intentan preservar los derechos a los vecinos de los pueblos congozantes y mantener su número. De esta forma quien abandone el pueblo pierde el derecho al aprovechamiento y quien vaya a él debe esperar diez años a obtenerlo.
En 1985 se regula el cultivo del espárrago y se modula la transmisión de intrevivos reconociendo el derecho de siembra de todos los mayores de 18 años vecinos de las entidades congozantes, suprimiendo así la limitación a la siembra del cabeza de familia.
En mayo de 2007 se introducen cambios significativos al cambiar las temporadas de pastos, que se hacen coincidir con el año natural, otorgar derecho de disfrute exclusivo a los titulares de los corrales y permitir plantar frutales y olivos. En la misma reunión donde se aprobaron las modificaciones a las Ordenanzas, se acordó instalar una huerta solar en colaboración con Acciona Solar. Este hecho da comienzo a un nuevo aprovechamiento de las Bardenas que viene a continuar el ya perdido de la recogida de leña haciendo del territorio bardenero fuente de recursos energéticos.

### La Comunidad de Bardenas

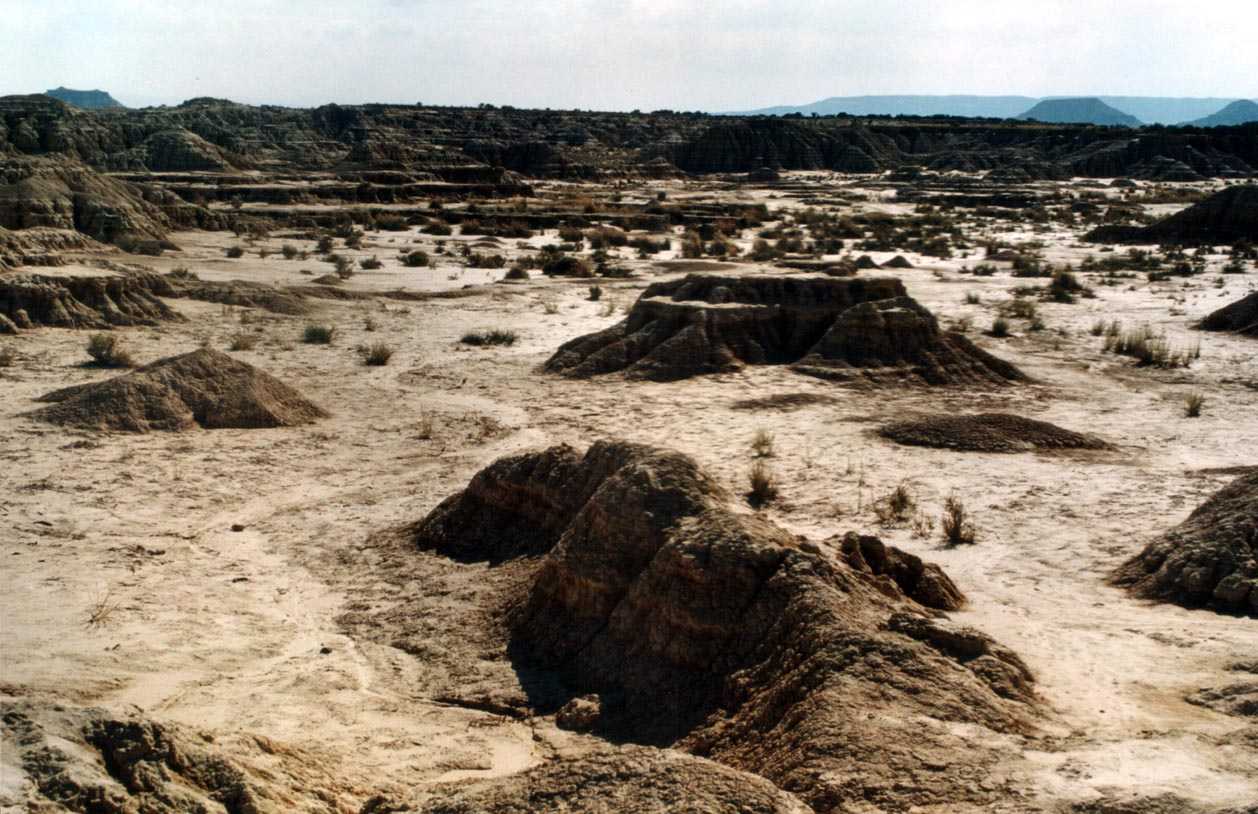
Paisaje

La concesión de Felipe V mediante la real Célula del 14 de abril de 1705 constituyó un punto de inflexión en el marca jurídico de las Bardenas Reales. A partir de ese momento los veintidós congozantes adquieren el goce de forma genérica de la explotación y aprovechamiento de las Bardenas, no tienen una cuota o parte del derecho, sino una participación de todo el Derecho. Para llevar a cabo la gestión de dicho derecho se constituye la Comunidad de Congozantes. Antes de este hecho cada uno de los ostentadores de derecho al aprovechamiento de las Bardenas lo tenía en la medida otorgada por el rey en su momento. La Célula determina y define el número de miembros con derecho y el derecho se amplía a la totalidad de los aprovechamientos para todos ellos. La ordenanza dice:

... hacer gracia y merced a las dichas Comunidades del goce de las referidas Bardenas Reales perpetuamente, y con la calidad de que no comunicará su Majestad el referido goce, ni le dará en adelante a otra Comunidad ni persona particular, habiendo de quedar privativamente para las veinte y dos Comunidades que al presente la tienen.

En 1820 se aprueban las primeras ordenanzas de la Comunidad, en las que se establece una cierta disciplina entre los que la componen, una Junta o Comisión de gobierno y un inicio de fondos comunes. Las ordenanzas se modificarían en 1836 y 1840.
Esta comunidad tiene la denominación de Comunidad de Bardenas la cual tiene la jurisdicción civil y criminal sobre el territorio de las Bardenas y su administración.
Históricamente, las juntas de la Comunidad de Bardenas se realizaban en el paraje Puy Gracía, en el siglo XIX se ubicaron en la ermita de las Virgen del Yugo y más adelante en la venta de Espartosa. En la actualidad la sede está en Tudela.
La Comunidad se rige por la Ordenanzas Generales, las cuales fueron aprobadas en el año 1961 en la junta general que se realizó en Tudela y han sido modificadas en varias ocasiones desde entonces. El órgano de gestión es la Junta General Permanente, que consta de 5 vocales y un presidente.
Los actuales órganos de gestión de la Comunidad de Bardenas Reales son la Junta General Permanente, compuesta por un presidente y cinco vocales. La sede de la comunidad está en Tudela.

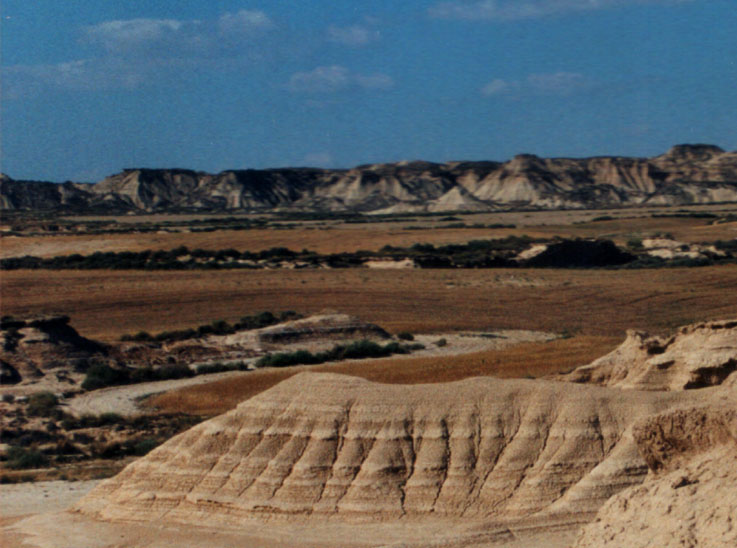
Paisaje

La Comunidad de Bardenas, también llamada muchas veces Junta de Bardenas, está formada por 22 entidades (un monasterio, dos valles y 19 municipios). Estos son por antigüedad:
- Valle de Roncal (Año 882 por Sancho García)
- Arguedas (Año 1092 por Don Sancho y Don Ramiro en el Fuero de Arguedas)
- Cadreita (Año de 1117 por Alfonso el Batallador en el Fuero de Sobrarbe)
- Tudela (Año 1117 por Alfonso el Batallador en el Fuero de Sobrarbe)
- Valtierra (Año 1117 por Alfonso el Batallador en el Fuero de Sobrarbe)
- Carcastillo (Año de 1443 por el Príncipe de Viana)
- Monasterio de la Oliva (Año 1443 por la Declaración de Carcastillo)
- Villafranca (Año 1443 por el Príncipe de Viana)
- Caparroso (Año 1472 por Doña Leonor)
- Mélida (Año 1498 por don Francisco Robra y confirmada por don Juan y doña Catalina)
- Valle de Salazar (Año 1504 por don Juan y doña Catalina)
- Buñuel (Año 1541. Confirmación por sentencia).
- Cabanillas (Año 1541. Confirmación por sentencia).
- Corella (Año 1630 por concesión de Felipe IV).
- Milagro (Año 1650 por concesión de Felipe IV).
- Cortes (Año 1664 por Real Despacho de Felipe IV).
- Fustiñana (Año 1664 por Real Despacho de Felipe IV).
- Santacara (Año 1664 por Real Despacho de Felipe IV).
- Marcilla (Año 1665 por Real Despacho de Felipe IV).
- Falces (Año 1693 por Real Despacho de Carlos II).
- Funes  (Año 1693 por Real Despacho de Carlos II).
- Peralta (1693) (Año 1693 por Real Despacho de Carlos II).

La Comunidad de Bardenas, es un ente de Derecho Público con personalidad propia. Es anterior al Fuero Nuevo y ya aparece recogido en la Ley 43. Tuvo Junta desde el propio comienzo de la misma y actuó con independencia y autonomía, imponiendo sanciones y tributos. Todo entendido como defensa y afirmación del derecho de explotación y aprovechamiento del territorio de las Bardenas.
Cada ente congozante tienen la misma importancia dentro de la Comunidad, independientemente de su tamaño o número de habitantes, por ello cada Ente tiene un solo voto en la Junta General.

### Otorgamiento de los derechos de aprovechamiento
El territorio de las Bardenas no pertenece a ningún municipio, con excepción de El Vedado de Eguaras que pertenece al municipio de Valtierra. El resto fue propiedad de la corona de Navarra, de ahí el apelativo de Reales, evolucionando durante los siglos XVIII y XIX, hasta la actualidad, cuyo titular es la Comunidad de Bardenas Reales además de responsable de su gestión.
Los pueblos y entidades congozantes, que forman parte de la Comunidad de Bardenas Reales, tienen derecho de aprovechamiento en las Bardenas. Son principalmente localidades navarras colindantes con este espacio territorial además del Monasterio de la Oliva y los valles de Roncal y Salazar. Antiguamente a los pueblos que disfrutaban de sus pastos pero no confinaban con este espacio les llamaban chalabardanos.
Estos derechos de aprovechamiento han ido siendo concedidos por los reyes a lo largo del tiempo y obedecen a diferentes causas y objetivos. También los privilegios de aprovechamiento son diferentes, unos son para que los rebaños de ovejas puedan pastar y pasar el invierno, como los otorgados a los valles del norte de Navarra, otros para poder hacer leña o para poder cultivar.
Por pago de servicios a la Corona.

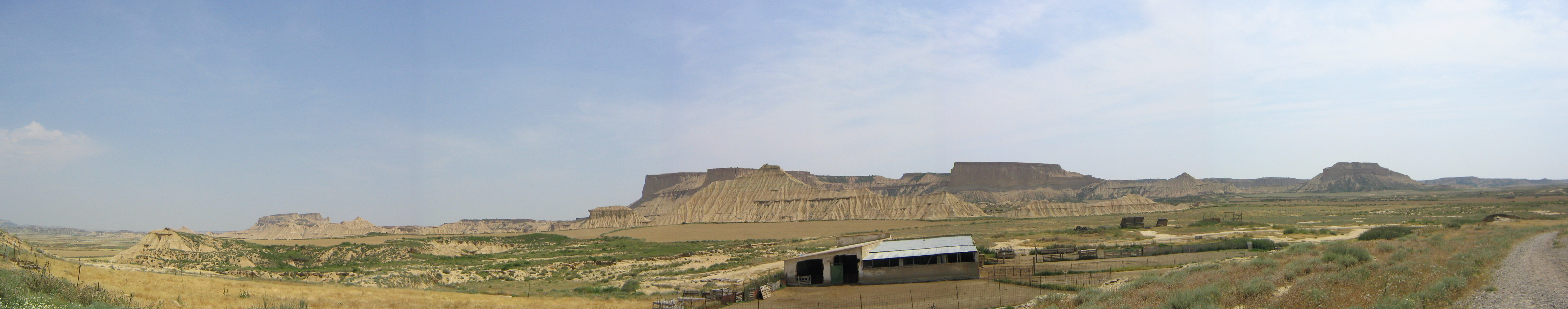
Vista de los cabezos Sanchicorrota, el Rallón y la Ralla.

Como pago de servicios a la Corona o por la participación en diferentes guerras, los reyes otorgaban favores de explotación y aprovechamiento. Los pueblos o instituciones que adquirieron su derecho por esta vía son:
- Valle de Roncal, por concesión de Sancho García en el año 882.
- Valle de Salazar, por concesión del rey don Juan en el año 1502.
- Caparroso, por concesión de Doña Leonor en el año 1472.

Repoblación tras la conquista a los musulmanes.
Tras la conquista por parte del reino de Pamplona (posteriormente Reino de Navarra) de los terrenos de las Bardenas y de sus alrededores, se concedieron diferentes favores y derechos a las poblaciones vecinas con el ánimo de atraer habitantes para repoblarlos. Los pueblos que gozan de estos derechos y por este motivo son:
- Arguedas, dado por los reyes de Navarra y Aragón don Sancho y don Ramiro en 1092 con el Fuero de Arguedas.
- Tudela, Cadreita y Valtierra derecho adquirido al ser otorgado el Fuero de Sobrarbe dado por Alfonso el Batallador en 1117.

Por ratificación de privilegios y costumbres.
Muchos pueblos y organismos adquirieron su derecho al aprovechamiento por la ratificación de costumbres y privilegios que venían de antaño, entre estos destacan:
- Carcastillo, Monasterio de la Oliva y Villafranca por declaración del príncipe de Viana en el año 1443.
- Mélida, por concesión del gobernador del reino Francisco de Robray y confirmado por los reyes Don Juan y Doña Catalina en el año 1498.
- Buñuel, por confirmación de sentencia en el año 1514.
- Cabanillas, por confirmación de sentencia en el año 1541.

Por contrapartidas de donaciones económicas a la Corona.
Normalmente en tiempos donde el gasto era elevado, en particular y en tiempos de guerra, los pueblos y villas del reino solían prestar o donar dinero en metálico a la Corona. Como contrapartida, esta, le otorgaba derechos de explotación sobre las Bardenas Reales. Los pueblos que adquirieron así sus derechos de aprovechamiento por estas vías son:
- Corella, por concesión de Felipe IV en el año 1630.
- Milagro, por concesión de Felipe IV en el año 1650.
- Fustiñana, Santacara y Cortes por concesión de real despacho de Felipe IV en el año 1664.
- Marcilla, por concesión de real despacho de Felipe IV en el año 1665 .
- Falces, Funes y Peralta, por concesión de real despacho de Felipe IV en el año 1693 .[34]

### Las Ordenanzas

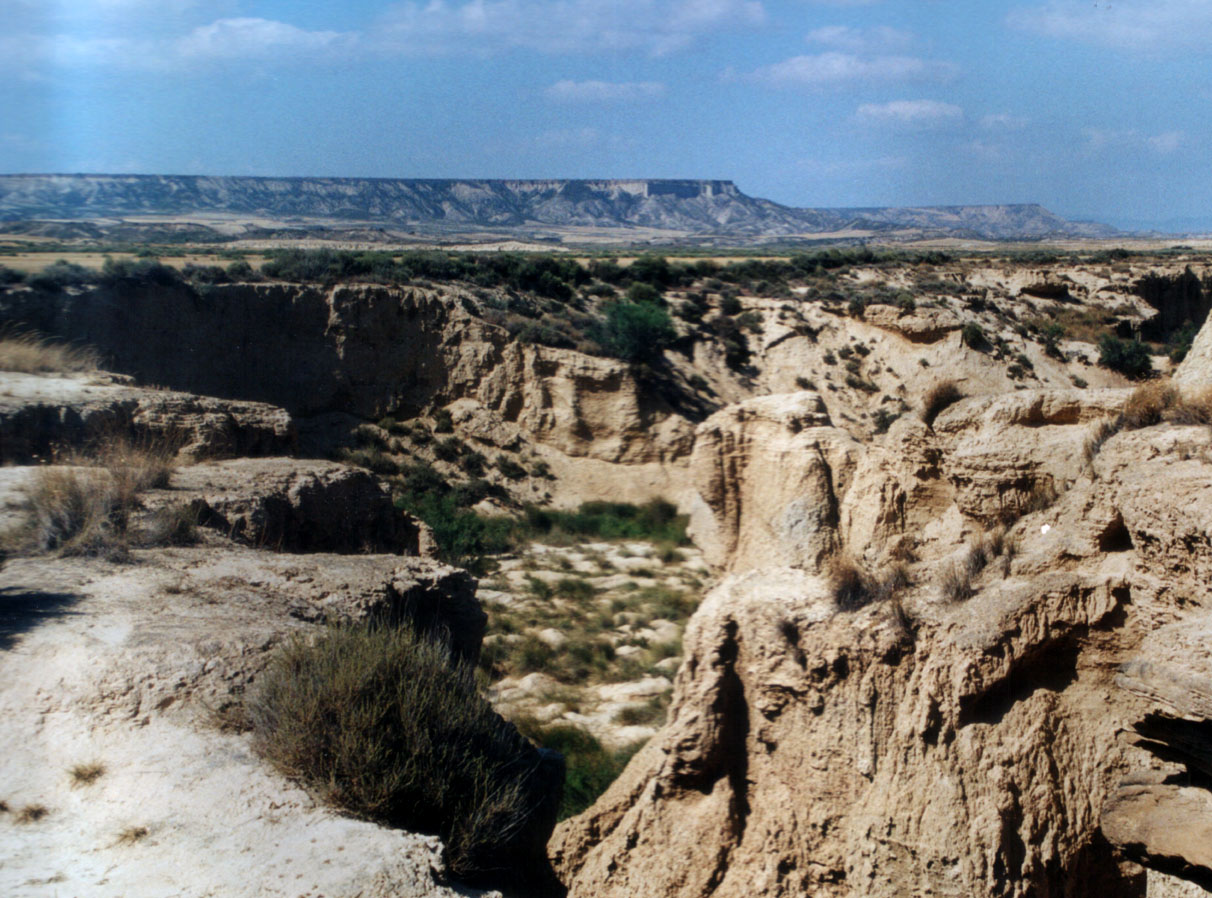
Paisaje de las Bardenas

La Comunidad de Bardenas se rige mediante las Ordenanzas. Estas son el cuerpo normativo que establecen las reglas de juego que regulan los aprovechamientos y usos. Son la norma reguladora de esos derechos sobre el territorio de Bardenas. Las Ordenanzas, como otros derechos españoles, tienen como fuente de derecho a la costumbre. La costumbre ha sido la que ha marcado las fórmulas de autogobierno y la configuración de los propios órganos de la Comunidad.
Es reseñable el señalar el liderazgo del sector ganadero dentro de la Comunidad. Durante el siglo XIX, fue el aprovechamiento de los pastos casi el único aprovechamiento realizado. A comienzos del siglo XX se comienza la explotación agraria con la rotulación de buena parte de las tierras. Este cambio se hace sentir en las modificaciones de las Ordenanzas producidas en 1915 y 1926. Entre 1926 y 1930 se da el llamado pleito de división de las Bardenas, que enfrenta a los pueblos ganaderos con los agricultores. Durante el siglo XX se cambiaría la hegemonía teniendo los agricultores más peso que los ganaderos que cuaja en la reforma de 1935.
Las Ordenanzas de 1961 y sus reformas de 1967, 1969 y 1985 ahondan en la relación el usuario con la tierra e incluye el derecho hereditario y la transmisión intervivos, donde se puede perfilar quien será el sucesor del derecho a cada parcela. Las Ordenanzas resguardan los aprovechamientos a favor de los vecinos de los pueblos congozantes. Los Entes congozantes lo son en la medida de los aprovechamientos que ejercitan sus vecinos, lo que hace que el aprovechamiento individual esté indisoluble e indisociable de los pueblos que determina y constituye un aprovechamiento individual no colectivo. La última reforma de la Ordenanza fue en 1997.
El Fuero Navarro reconoce a la Junta o Comunidad de Bardenas Reales personalidad jurídica propia y deja a la misma la creación de sus propios órganos que llega a la actualidad con un sistema típico de entidades locales de carácter mancomunado. Las Ordenanzas actuales señalan los siguientes órganos de la Comunidad: la Junta General, la Comisión Permanente y el presidente.
La Junta General está compuesta por los representantes de los Entes congozantes, un miembro por cada uno de ellos. El miembro representante debe ser un vecino del pueblo o valle que ostenta la representación. En el caso del monasterio de la Oliva, el representante es el Padre Abad.
Cada representante tienen un voto y las reuniones se celebran en Tudela. Es la Junta General la que entiende de la capacidad normativa de la Ordenanza, la aprobación y ejecución de presupuestos y cuentas así como el cobro de cánones.
Los vocales, que componen la Comisión Permanente, son elegidos por la Junta General. Esta Junta Permanente está compuesta por siete miembros y debe encargarse de la administración ordinaria de la Comunidad. El presidente de la Comisión Permanente es designado por la Junta General de entre los vocales de la misma.
Las Ordenanzas ordenan la constitución de un Jurado constituido por tres miembros, el presidente y dos vocales que son designados por la Junta General. Uno de los vocales debe representar a los ganaderos y el otro a los agricultores. El presidente debe ser miembro de la Junta Permanente.
Las propias Ordenanzas son fuente de derecho y están sujetas al principio de jerarquía normativa. Las leyes que regularían las relaciones de las Bardenas Reales, dejan a la Ordenanza toda normalización. Esto da lagar a que las únicas normas y leyes que rigen en las Bardenas Reales son sus Ordenanzas.
La Comunidad queda encajada en el organigrama jurídico administrativo de la Comunidad Foral de Navarra como una entidad local tradicional regulada por sus Ordenanzas, y en ausencia de estas por la normativa general.

### Usos de las Bardenas
Los usos y aprovechamientos de las Bardenas han ido variando con el tiempo. Si en el siglo XIX el aprovechamiento ganadero era el principal y en el XX fue el agrícola, en el siglo XXI el turismo y las actividades lúdico deportivas han irrumpido con fuerza.

#### Usos agrícolas

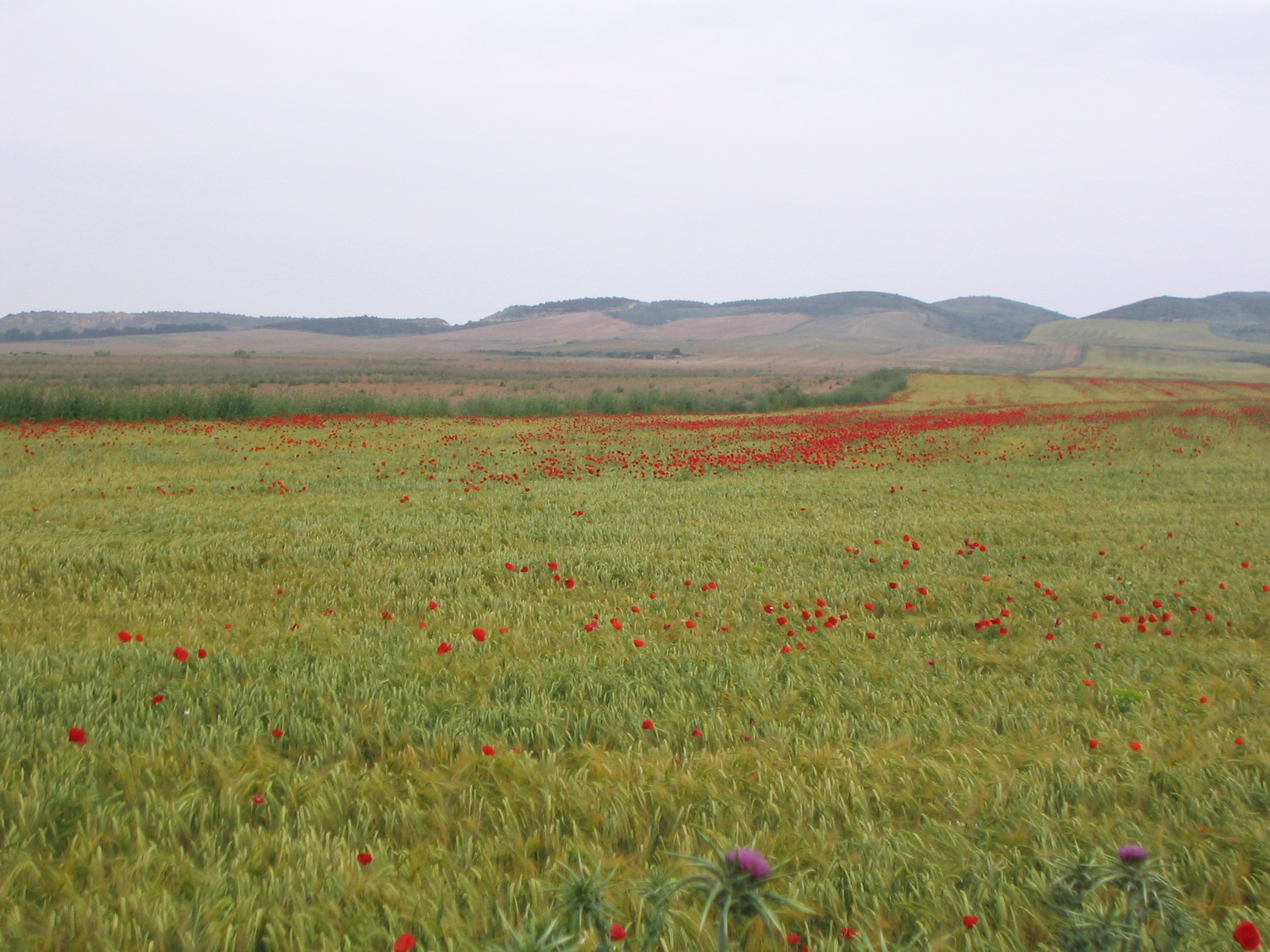
Cultivo de cereal en las Bardenas

La importancia de la agricultura en las Bardenas es muy alta, actualmente es la actividad más relevante. Ya la Real Célula de 1705 citaba el derecho a siembra, aunque este no fue introducido en la Ordenanzas hasta 1849. La primera referencia a la agricultura se hace en 1771, pero no da idea de la superficie sembrada. En 1888 se sabe que había sembrados 3232 ha y en 1920 ya había 12 464 ha. Es en 1915 donde la agricultura comienza a superar a la ganadería
Las modificaciones de las ordenanzas que se han venido realizando en el siglo XX han ido regulando el uso agrícola del territorio.
En las Bardenas hay cultivos de secano y regadío. Los de secano son de mayor extensión implementándose incluso en el parque natural. Se dedican, principalmente a cereales de invierno, cebada y trigo, y se realizan en la modalidad de año y vez (es decir un año se cultiva y el siguiente no), También hay esparragueras y viñas.
El regadío, que se realiza con agua procedente del Pirineo, en especial del embalse de Yesa, son mucho más limitados en extensión y su producción es similar a la de la huerta de la ribera del Ebro. En la modificación de la Ordenanza de 2007 se introduce la plantación de frutales y olivos.

#### Usos ganaderos
Este espacio ha visto el paso trashumante de tres «seculares vías de comunicación» que «han jugado un importante papel a lo largo de los tiempos.» Estas cañada ganaderas, actualmente en uso, son:
1.- Cañada Real de los Roncaleses, la más importante, discurre de norte a sur por el costado oriental de las Bardenas.
2.- Cañada Real de Tauste a Sierra de Urbasa y Andía, ruta transversal que une los lugares indicado en su denominación, Tauste con las Sierras de Urbasa y Andía
3.- Cañada Real de Logroño o Montes de Cierzo a Ejea, cañada meridional, de este a oeste, paralela a la carretera NA-125 que une Tudela con Ejea de los Caballeros.
En la actualidad, después de que en el siglo XIX fuera el aprovechamiento relevante, la ganadería está supeditada a la agricultura.
Hay tres asuntos diferentes en el aprovechamiento ganadero; la duración de las veda de pastos de verano, que ha pasado de los 120 días en 1820 a los 79 días en 1969; el aprovechamiento del estiércol, que se limita a los pueblos congozantes prohibiendo su venta al exterior y el uso de corrales, que pasa de tener derecho preferente quien lo construye (1926) para su uso a permitir su transmisión (1961).
A los valles pirenaicos han utilizado las Bardenas desde mucho tiempo atrás. Cuando en el año 882 al Valle de Roncal se le otorga el derecho de aprovechamiento, este ya se venía produciendo con anterioridad. Se sabe que a comienzos de la Edad Moderna pastaban en las Bardenas, de forma trashumante hasta 300 000 ovejas y cabras aunque la cifra se ha ido bajando con el tiempo. A mediados del siglo XIX ya en la mitad aunque se añadían 2.000 cabezas de vacuno.
Para estimar la cabaña ganadera hay que echar mano a la información procedente del cobro de los moldes ganaderos que son calculados por la información que cada usuario da sobre las cabezas que pastan en terrenos de las Bardenas, esta particularidad puede causar que los datos sean inferiores a las cifras reales. Hay dos temporadas de pastos por los cuales hay que pagar una cantidad por cabeza. Esa cantidad depende del tipo de ganado y de la temporada. La primera temporada está establecida entre el 18 de septiembre y el 30 de noviembre de cada año y la segunda entre 1 de diciembre de un año y el 30 de junio del año siguiente. Entre ambas se abre una veda estival de pastos que dura del 1 de julio al 17 de septiembre. La modificación de las Ordenanzas realizada en mayo de 2007 se plantea la eliminación de las temporadas de pasto que quedan reducidas a una única temporada que coincide con el año natural. Es mantiene la veda de pasto entre 25 de junio hasta el 17 de septiembre. El uso de corrales queda en exclusiva para su titulares.
Se estima que aprovechan los pastos de las Bardenas unas 83 877 cabezas de ganado ovino y caprino en la primera temporada y 52 390 en la segunda, a la que hay que sumar unas 311 cabezas de ganado vacuno en primera temporada y 375 en la segunda.
Los congozantes que más relación tienen con el aprovechamiento ganadero son los de los valle pirenaicos. Históricamente, casi la mitad del ganado pertenecía a estos congozantes que acuden en trashumancia hasta estos pastos para pasar el invierno. La cañada entra por El Paso. La estancia suele ser de siete meses. Hay una jota de Valtierra que cuenta así la estancia:

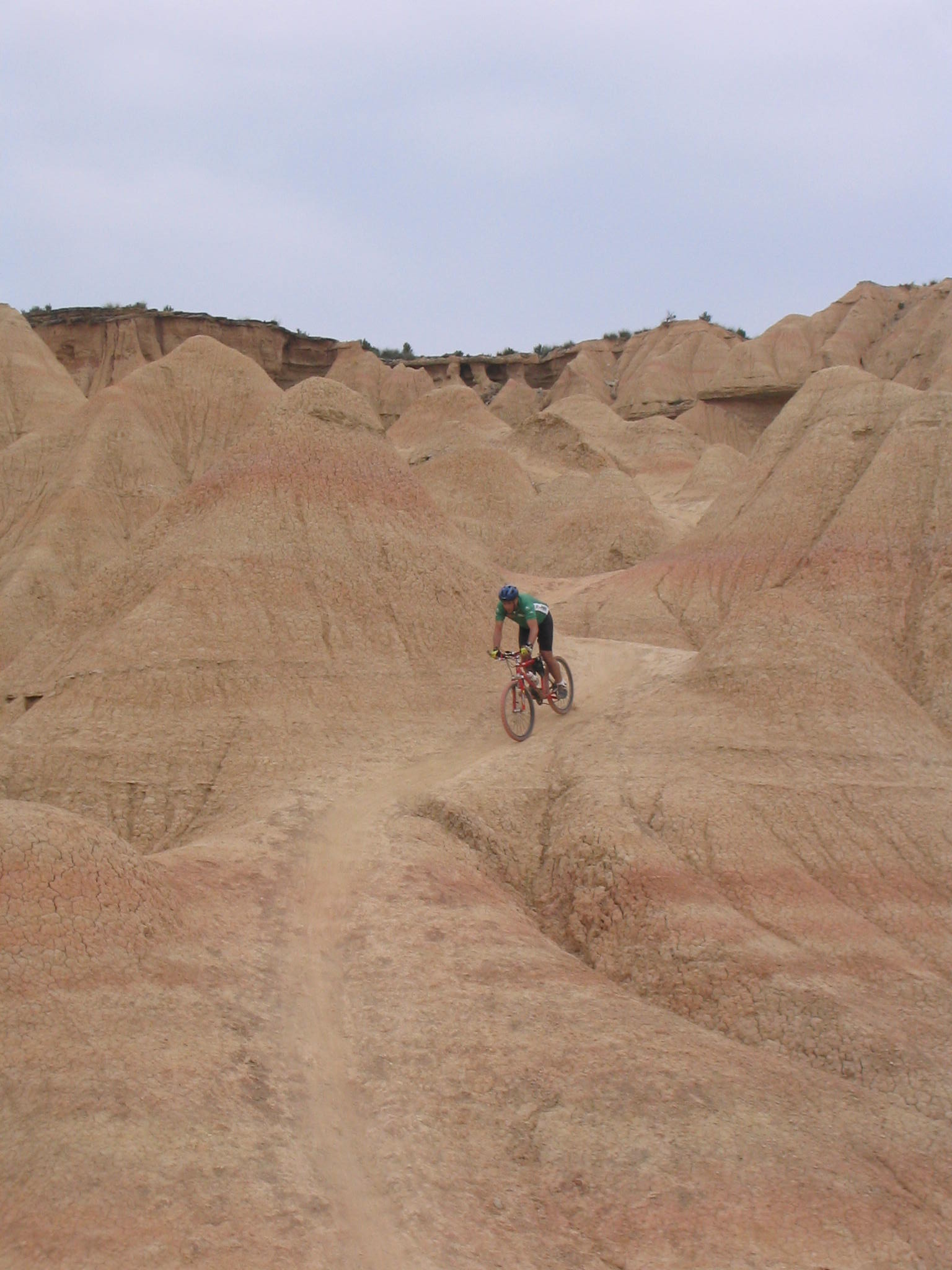
Paso del Ciervo, uno de los más famosos recorridos de BTT.

A la Bardena de rey
Ya vienen los Roncaleses
A comer migas con sebo
Por lo menos siete meses.

#### Usos turísticos, deportivos y otros
Entre los nuevos aprovechamientos de las Bardenas está el de su explotación turística y deportiva que está tomando relevancia con el auge del deporte de aventura.
La singularidad, el paisaje y la riqueza natural de sus diferentes áreas protegidas atraen a muchas personas a realizar diferentes actividades. Se ofrecen actividades  como el senderismo, BTT, excursiones en segway, visitas guiadas, actividades culturales, etc. Estas actividades han desarrollado una cierta infraestructura de empresa y de hostelería en los pueblos que la ordenan. 
Existen varias rutas para realizar en diferentes medios, a pie, en bicicleta de montaña, o en coches todoterrenos, en segway. Estas actividades están limitadas por la normativa del parque natural. Se limita el horario de las vistas, prohibiendo el pasar la noche en el interior del Parque. Se prohíbe salirse de los senderos y caminos, estacionar vehículos, circular en grupos superiores de tres vehículos, no se puede escalar, ni acampar ni hacer fuego y cualquier realización fotográfica o filmación de carácter comercial debe contar con el debido permiso.
Desde mayo de 2007 se instala en la Bardenas una huerta solar, lo que da inicio a otro aprovechamiento novedoso del territorio de Bardenas que enlaza con aquel antiguo de coger leña en cuanto que ambos son proveedores de energía.
Entre los diferentes acontecimientos que se producen en las Bardenas relacionados con el turismo y el deporte, destaca la prueba Extreme Bardenas que se realiza en el mes de junio y está organizada por el club ciclista arguedano. Los visitantes provienen de muy diferentes sitios, de la propia Navarra, de las comunidades vecinas y de países extranjeros. Entre estos destaca Francia.
La utilización de las Bardenas para la filmación de películas y anuncios es muy habitual. El singular paisaje navarro es elegido como exteriores para muchas películas y anuncios. En Bardenas se han realizado películas como Rango, El hombre que mató a Don Quijote, El Consejero, o Planet 51.  Uno de los rodajes más destacados en este territorio fue el de la serie de televisión estadounidense Juego de Tronos. En la sexta temporada de esta ficción, Bardenas se convierte en el Mar Dothraki, donde Daenerys es retenida por las fuerzas de Khal Moro.

## Castillos, ermitas y bandidos

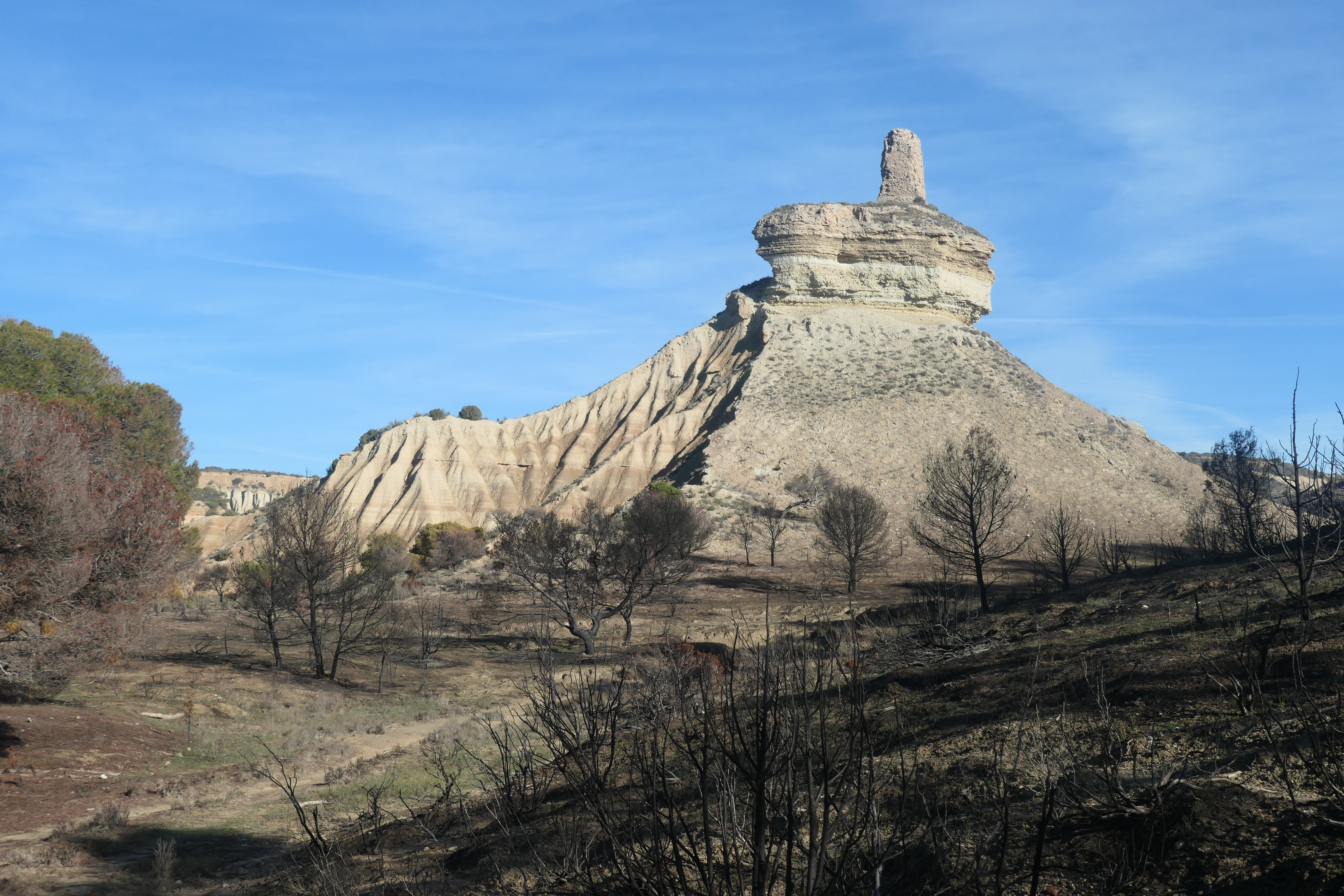
Ruinas del Castillo de Peñaflor, enclave valtierrano dentro de las Bardenas Reales

### Castillos
La situación de las Bardenas en el límite fronterizo del reino de Navarra, primero con los reinos musulmanes y luego con los de Castilla y Aragón, propició la construcción de castillos en su territorio para la defensa de Navarra. En la documentación existente sobre las Bardenas Reales se citan varios castillos, de los que en la actualidad quedan algunos rastros. En una relación documentada en 1515 se indica cuáles son estos castillos: Aguilar, La Estaca, Mirapex o Mirapeix, Peñaflor, Peñaredonda, Sanchicorrota y Sancho Abarca. Según el historiador Juan José Martinena Ruiz, especializado en la materia, afirmaba que «los castillos bardeneros debían ser estructuralmente muy sencillos; se reducían generalmente a una torre principal o atalaya, en torno a la cual se alzaba un pequeño recinto amurallado, en el que a veces se disponían otras torres menores, de poca elevación, a las que la documentación de la época llama "viztorres" o "torres chicas"» haciendo alusión al caso concreto del situado en el Portillo de la Bardena que se correspondería al nombrado en la documentación como La Estaca.
Las ruinas del castillo de Peñaflor, ubicado en el Vedado de Eguaras, nos dan la idea de aquellas construcciones que solían ser muy simples, una torre principal, la del homenaje, rodeada de murallas con alguna torre secundaria. Estas construcciones datan del siglo XIII, hacia 1220, durante el reinado de Sancho el Fuerte.
Este castillo también recibe el nombre de Doña Blanca de Navarra debido a la leyenda que cuenta que esta dama fue encerrada en él a pan y agua cuando se negó a casarse con el príncipe de Aragón. Las penurias de Blanca de Navarra fueron mitigadas por un pastor de Valtierra que le llevaba en secreto leche y queso. Cuando la princesa salió de su prisión regaló, en agradecimiento, todas las tierras que rodeaban el castillo a quien le había ayudado. Dicen que por este motivo estos terrenos pertenecen la municipio de Valtierra quedando al margen del resto de las Bardenas.
En 1447, el Príncipe de Viana creó y donó el señorío de Torre de Leoz a su consejero mosén Pedro de Veráiz. El señorío de Torre de Leoz estaba situado al sur de Bardenas, en la parte de Fustiñana, en la frontera de los reinos de Navarra con Aragón. Se abolió en 1837.

### Ermitas
Las ermitas no se ubican dentro del territorio de las Bardenas sino en su contorno. En lo alto de la sierra del Yugo, que limita las Bardenas por su lado oeste, se levanta la ermita de la Virgen del Yugo. Data del siglo XVII y su retablo es de estilo barroco. Es el santuario mariano más importante, y a su Virgen se la conoce como Virgen Bardenera. Entre 1820 y 1858 fue sede de las Juntas Generales de Bardenas. Su ubicación sobre la Blanca, proporciona una vista privilegiada sobre todo el parque natural.
Existen otras tres ermitas relevantes:
1) La ermita de Sancho Abarca que se halla en el municipio de Tauste, situada en la cima de un cabezo en el límite sudeste de la Negra.
2) La ermita de Santa Margarita, en Tudela, de la que solo queda algún resto. En ella solían realizar sus obligaciones religiosas los pastores de los valles pirenaicos. Dependía de Santa María Magdalena de Tudela, y en 1230 la esposa del rey Teobaldo I, la reina Margarita, fundó una cofradía.

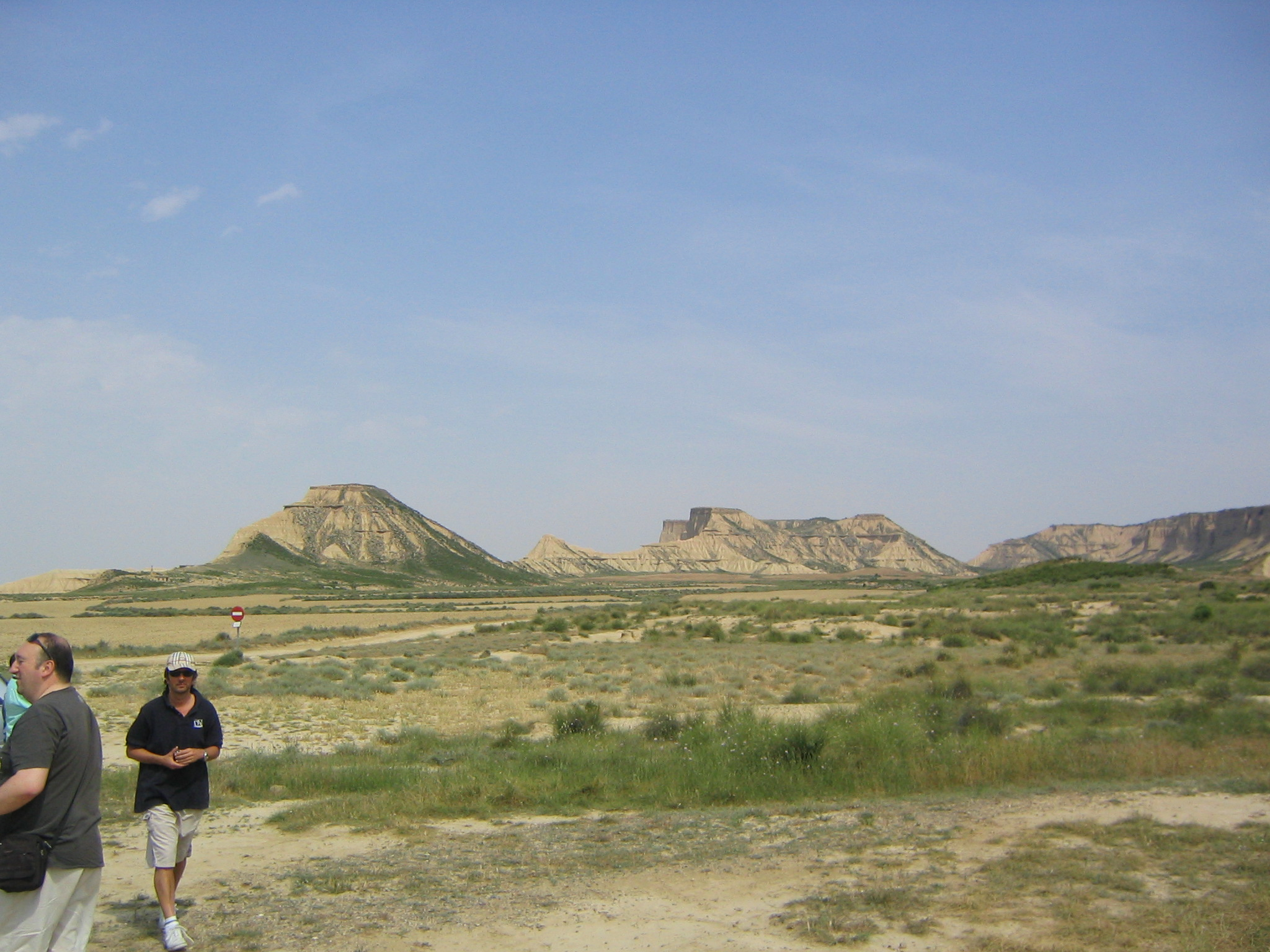
Cabezo Sanchicorrota (primero a la izquierda), donde el bandolero tenía su guarida.

3) La ermita de San Gregorio (quedan en pie algunas paredes), sita en Tudela, sobre el monte del mismo nombre, junto a la carretera de Tudela-Cabanillas, en el kilómetro 3. Hay noticia de que fue edificada en 1421 y saqueada en 1822 siendo encontrada su imagen en un barranco bardenero.

### Los bandidos
El aislamiento de las tierras bardenesas ha propiciado que en ellas se hayan refugiado muchos perseguidos de la justicia. El bandido más famoso es, sin duda, Sanchicorrota, cuyo nombre real era Sancho Rota, que vivió en el siglo XV durante la guerra entre los Agramonteses y Beamonteses. Su influencia se extendió, no solo por las Bardenas, sino por todos los pueblos vecinos.
Para acabar con Sanchicorrota el rey Juan II organizó, en 1452, una partida de más de doscientos caballeros que lo cercaron y aniquilaron a la partida de Sanchicorrota pero que no pudieron cogerle vivo ya que al verse rodeado, Sanchicorrota se suicidó. El cadáver fue expuesto al público en los pueblos de alrededor.
Sanchicorrota tenía su base en la cueva que existe en el cabezo que lleva su nombre. Esta cueva es artificial, como muchas que hay en la zona del Ebro y, según cuenta la leyenda, fue construida por unos vecinos por encargo del bandolero que, para guardar el secreto, los asesinó. También dicen que sus caballos llevaban las herraduras puestas al revés para despistar a sus perseguidores.
También Florencio Idoate Iragui, en su popular obra "Rincones de la Historia de Navarra" se hace eco de ello cuando afirma que «las Bardenas han sido buen refugio de facinerosos y bandidos. Su situación fronteriza y el ser un extenso despoblado, y paso obligado para Aragón y Castilla, han favorecido el desarrollo de esta plaga en el pasado» dedicándole a continuación un capítulo al relato histórico de las andanzas de unos de ellos, José Virto de Corella, en 1657. En sus notas siguientes apostilla varios nombres y episodios recogidos en la documentación guardada en el Archivo Real y General de Navarra donde fue director.
El bandolerismo se mantuvo hasta el siglo XIX, en el que hay noticias de un tal «Moneos».